# ステイゴールド (競走馬)
ステイゴールド（欧字名:Stay Gold 香:黃金旅程、1994年3月24日 - 2015年2月5日）は、日本の競走馬・種牡馬。
1996年に中央競馬でデビューし、翌年1997年のデビュー6戦目で初勝利を挙げた。その後条件戦を2勝して同年10月に重賞初挑戦となる京都新聞杯に出走するも、このレースから2000年に重賞初制覇となる目黒記念を制するまで28連敗を喫した。しかし、連敗期間中に2着に入線した10レースの内G1競走での2着が4回、掲示板に入ったレースが29戦中22回と上位入着を重ねながらもあと一歩勝利に届かないレースぶりから「稀代のシルバー＆ブロンズコレクター」という愛称が定着した。2001年、引退レースとなった香港ヴァーズで日本生産馬として史上初となる優勝を果たし、JRA賞特別賞を受賞した。引退後は種牡馬入りし、オルフェーヴルやゴールドシップなどのチャンピオンホースを輩出した。

## 生涯

### 出生からデビューまで
1994年、北海道白老町の白老ファームに生まれる。父は1989年の全米年度代表馬で、日本輸入後に1995年から12年連続のリーディングサイアー（首位種牡馬）となるサンデーサイレンスで、本馬はその3世代目の産駒にあたる。この年社台グループで生産されたサンデーサイレンス産駒には牝馬が多かったため例年よりも牡馬が少なく、1997年のクラシック戦線においてサンデーサイレンス産駒は未勝利に終わっているが、ステイゴールドと同期のサンデーサイレンス産駒の牡馬にはサイレンススズカがいた。母・ゴールデンサッシュにとってステイゴールドは2頭目の産駒であり、本馬は中央競馬で5戦未勝利ながら、全兄には1987年の阪神3歳ステークス、1988年のマイルチャンピオンシップ優勝馬のサッカーボーイがいる良血馬であった。白老ファームスタッフの石垣節雄によるとゴールデンサッシュは独特の気の強さを秘めた牝馬だといい、「発情がきていても、襲い掛かるぐらいの勢いでアテ馬に噛み付こうとすることがよくありました」と述べている。当時白老ファーム場長だった服巻（はらまき）滋之によれば、サンデーサイレンスよりもゴールデンサッシュの雰囲気が出た馬であったという。管理調教師の池江泰郎は、生後間もない本馬の第一印象を、「きりっとした小柄な馬で、かわいらしくてからだは薄かったけど、黒くて品があってバランスがいいと思ったね。動きがキビキビして見えた」と語っている。
白老ファーム時代のステイゴールドは石垣によると「青草が大好きだったことを覚えている程度で、特別にうるさい馬だったとか、スタッフの手を煩わせたとかの記憶はまったくないですね」と振り返るように大人しい馬だった。しかし、当歳の秋に離乳してノーザンファーム空港牧場に移動してブレーキングを済ませて人を乗せての調教が始まると、両親から受け継いだ気性の激しさが鮮明になっていき、運動中や調教中に立ち上がることは日常茶飯事、他にも馬房内でレーザー治療を受けているときに立ち上がって機器を蹴り、高価な治療器を二回も壊してしまった、調教で前を走っている馬がいると数メートル離れたところからでも襲い掛かるように乗り掛かっていこうとしたといった悪癖を出していた。調教に向かう最中もしばしば立ち上がっていたが、ほぼ垂直に立ったままふらつくことがなく、それを同じ場所で何度も繰り返すなど、腰の強さも窺わせるものであったという。
1995年、系列のクラブ馬主法人・社台サラブレッドクラブの出資募集馬となり、一口95万円×40口、総額3800万円でカタログに掲載され、間もなく満口となった。競走年齢の2歳となった1996年、公募によって「ステイゴールド」と命名された。
「Stay gold.」という言葉が一般に知られたのは小説から映画化された「アウトサイダー (1983年の映画)」がキッカケだった。この映画の中の印象的なセリフ「Stay gold.」は、詩人のロバート・フロストの「Nothing gold can stay.」から引用されている。また、アウトサイダーの主題歌として「Stay Gold」をスティーヴィー・ワンダーが歌っている。
Stay goldには小説にあるように「見るもの全てが新鮮だった子供の時の心を忘れないで」「黄金色のような美しい輝きのままで」という意味がある。しかし本馬の熱狂的なファンの間では日本のロックバンドHi-standardの名曲「stay gold」の方を本馬の生き様になぞらえるのが一般的である。

### 競走馬時代

#### 条件馬時代
1996年の9月末、栗東トレーニングセンターの池江泰郎厩舎に入厩。池江はステイゴールドの担当厩務員に1980年の秋に熊本県の荒尾競馬場から中央競馬に移籍して以降、池江厩舎のスタッフとして働き続けていた山元重治を指名した。入厩当時のステイゴールドについて、山元は次のように回想している。
山元によると、栗東トレーニングセンターの馬場で初めて調教を行った日、10回も20回も立ち上がった挙句にステイゴールドに騎乗していた調教助手が降参したかのように馬のお尻から下馬したという。しかし、坂路コースでの調教では好時計をマークしていたため、陣営の期待を膨らませた。
1996年12月1日、阪神競馬場で開催された芝2000mの新馬戦でオリビエ・ペリエを鞍上にデビュー。スタートで後手を引きながら出走馬中最速タイの上りタイムを記録して3着に入線した。2戦目は前走と同じく阪神の芝2000m戦に出走。単勝オッズは2.2倍の一番人気に支持されたものの、右前脚に骨膜炎を生じて戦意を喪失し最下位となったため、いったん休養に入る。

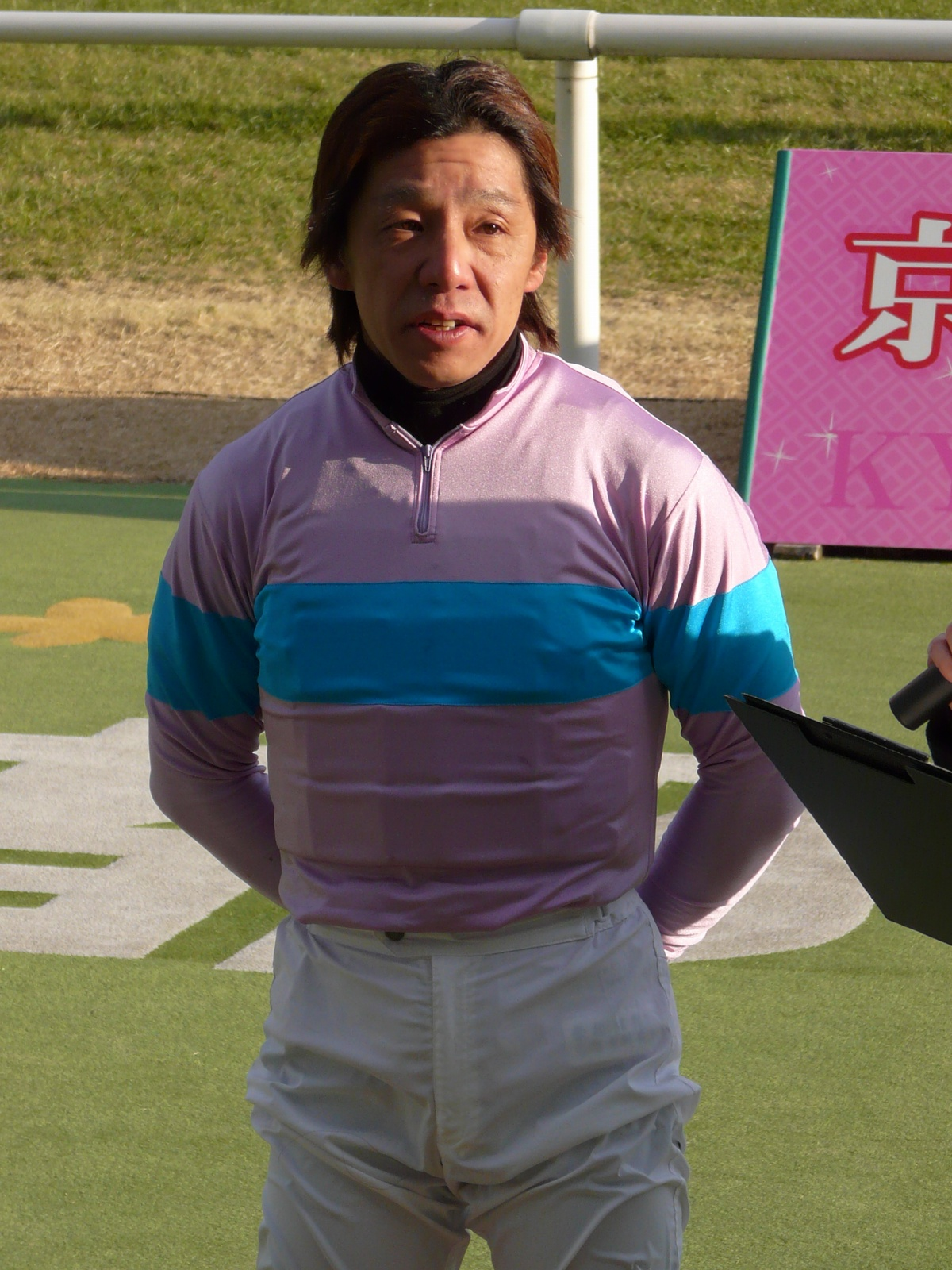
熊沢重文

翌1997年2月のダートの未勝利戦で復帰し、このレースでは以後長く主戦騎手を務める熊沢重文が手綱を取った。立ち遅れ気味にスタートし、道中は中団を追走。ところが、ポジションを押し上げにかかった最終コーナーをステイゴールドは曲がろうとせず、大きく外に逸走したうえで身を翻して熊沢を振り落としたため競走を中止、競走後にはJRAより調教再審査を通告された。このレース以降熊沢は毎日のようにステイゴールドの調教に跨るようになり、陣営はハミを制御力の強いものに変えるなど左へ斜行しようとする癖の矯正に努める。こうした工夫が実り、ステイゴールドは前走の逸走によって課されていた調教再審査を一発でクリアし、再審査処分明けの一戦ではクビ差の2着、続くレースも2着に敗れた後の通算6戦目、5月11日に東京競馬場で開催された芝2400mの未勝利戦で初勝利を挙げた。このレースでは早め先頭で立った直線でふらついたものの、一週間前に同じコースで行われていた青葉賞（優勝馬トキオエクセレント）より0秒8速い勝ちタイムを記録した。
初勝利後に出走したすいれん賞では馬群の最内を突いて鋭く抜け出し連勝、次走のやまゆりステークスの4着を挟み、札幌競馬場に転戦した阿寒湖特別では3コーナーからのひとまくりで初めての対戦となった古馬勢を相手に勝利を収めた。この2勝を加え、陣営は秋の目標を3歳クラシック三冠最終戦の菊花賞に据えた。10月に重賞初挑戦となる京都新聞杯（菊花賞トライアル）に出走したが4着となり、3着までに与えられた優先出走権を逃す。菊花賞には獲得賞金上位に回避馬が出たことで出走を果たしたが、当日は10番人気と評価は低く、結果もマチカネフクキタルの8着に終わった。年末には準オープン競走のゴールデンホイップトロフィーで2着となり、当年は3勝のみでシーズンを終えた。最終戦は抽選で騎手が選ばれるワールドスーパージョッキーズシリーズの一競走であり、抽選で当たったのは後にステイゴールドと共に重賞3勝を挙げる武豊だった。武はこの時初めてステイゴールドへの騎乗が決まった当時の心境について、以下のように語っている。
しかし、武によれば本馬に対する第一印象は「とにかく気が悪い馬だな」というものであり、このレースでのステイゴールドについて「2コーナーで、外から併せてきた馬にガーッと噛みつきに行ったんですからね。若い馬にたまにいることはいるんですが、菊花賞にも出たほどの馬がそんなことをするとは思いませんよ。なんか、常に怒って走っているような、そういう意味では競走に対する集中力が全然できていない馬でした」と述べているが、「でもいま考えると、やっぱりあの馬とは縁があったんですよね」と語っている。
翌1998年も緒戦の万葉ステークス、松籟ステークスを連続で2着と惜敗を続けていたが、次走の重賞・ダイヤモンドステークスで2着に入線したことから、獲得賞金規定によりオープンクラスに昇格。続く日経賞での4着を経てGI戦線に出走を始めた。

#### 惜敗続きで人気を得る
日経賞の次走となった天皇賞（春）でステイゴールドは14頭立ての10番人気（単勝オッズ57.9倍）と低い下馬評の中でレースを迎えたが、中団追走から鋭い差し脚を繰り出して並んで伸びたシルクジャスティスを競り落としてメジロブライトに次ぐ2着を確保した。続くグランプリ・宝塚記念でもサイレンススズカの2着（9番人気）と好走、GIにおける2戦連続の2着と、そこまでで通算8度の2着という成績から注目され、「シルバーコレクター」という異名を与えられた。秋シーズンも天皇賞（秋）（蛯名正義騎乗）でオフサイドトラップの2着、年末のグランプリ有馬記念でグラスワンダーの3着といった成績が続いた。1999年に入ると3着が増えたが、秋の天皇賞ではGIで4度目の2着となっている。陣営は試行錯誤を続けていたが、一方でステイゴールドはその惜敗続きの成績から、独特の人気を獲得していった。作家の高橋直子は伝記『ステイゴールド物語』において、人気の萌芽が見られたレースを1998年の宝塚記念として、次のように記している。
熊沢はコンビを組んでいた期間のなかで、サイレンススズカに敗れた1998年宝塚記念を「一番悔しかったレース」、スペシャルウィークに敗れた1999年天皇賞（秋）を「一番ステイゴールドの強さを感じたレース」として挙げている。宝塚記念では、サイレンススズカに並び掛けたところで、同馬が最後のひと伸びを見せて3/4馬身及ばなかった。一方の天皇賞（秋）では、ハイペースの中での後方待機策が功を奏して直線で先頭に立ったが、さらに後方に控えていたスペシャルウィークにゴール寸前でクビ差交わされた。熊沢は前者について「ステイは完璧なレースをしていると思う。相手が強かったです」、後者について「レース中、何秒かは勝ったと思えた。結果的には負けたけれど、このレースが僕の中では馬の持ち味を引き出せた一番いいレースだと思ってます」と回顧している。

#### 重賞初制覇

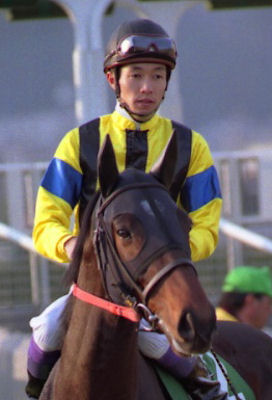
武豊
（写真での騎乗馬はダンスインザダーク）

2000年も緒戦からGIIを2・3・2着と勝ちきれず、天皇賞（春）で4着となった後、5戦目の目黒記念を前に熊沢は降板となり、以前一度だけ騎乗していた武豊が代役として迎えられた。池江泰郎はこの乗り替わりについて、「心を鬼にして、すべてをユタカ君に任そうと思いました」と語った。
競走当日は朝から雨が降っており、東京競馬場の馬場状態は重馬場と発表され、パワーを要求されるコンディションに悪化していた。オッズは当年初戦のアメリカジョッキークラブカップで負かされていたマチカネキンノホシに次ぐ2番人気に推された。レースは前半1000m通過が58秒7という速いペースで推移し、武は後方待機策を取った。最後の直線で追い込みを開始すると、残り100m付近でマチカネキンノホシを捉え、同馬に1馬身1/4差を付けて優勝。通算38戦目、3歳時に勝った900万下条件戦の阿寒湖特別以来、約2年8カ月ぶりの勝利で、陣営念願の重賞初制覇をサンデーサイレンス産駒重賞100勝目の区切りの記録で果たした。その間の連敗数は28戦、うち重賞での2着・3着がそれぞれ7回ずつあった。
土曜日開催・雨天下のGII競走ながら、観客スタンドからはGIに匹敵する歓声と拍手が送られ、またモニター中継を行っていた中京競馬場でも拍手が湧き起こった。池江は「GIでもね、あんなのないものね。あんな温かいのは。僕もね、本当は拍手したかったんですよ。みなさんと一緒に。それぐらい感動しましたよ」、担当厩務員の山元重治は、「振り向くとさ、みんなが応援してくれているじゃない。喜んでくれているじゃない。それを見て涙が出て困ったよ」と語った。また武は、「土曜の、しかも雨降りのGIIなのに、クラシックレース並の大拍手で迎えられて、ステイゴールドの得難いキャラクターというものを肌で感じました。池江先生なんか感激で泣いてるんですからね。まわりの、そうした空気というものに一番の驚きを覚えましたね」と述懐している。
一方で降板させられた熊沢は後に行われたインタビューで、この競走について次のように語っている。
武は東京競馬場からの帰路において「熊沢さんは今どんな気持ちなんだろう」とその心中を慮り、「ちょっと顔を合わせにくい」という気持ちもあったと述懐しているが、熊沢から「意外なほど屈託のない声で」祝福の言葉をかけられたといい、「すごくいい気持ちになれました」と語っている。
目黒記念の後は安藤勝己に乗り替わって宝塚記念に出走し、最後方追走から末脚を伸ばしながらも4着に終わる。また、宝塚記念でのファン投票の得票順位はテイエムオペラオーに次ぐ2位につけ、3位にはグランプリ4連覇の快挙がかかっていたグラスワンダーが入った。その後夏を休養に充てて迎えた秋の初戦・オールカマーは後藤浩輝に乗り替わってメイショウドトウの5着、武豊と再度のコンビを結成して臨んだ天皇賞・秋は1コーナーで受けた大きな不利が響いて5着、後藤に乗り替わって逃げを打って出たジャパンカップは直線の伸びを欠いて8着、年内最終戦となった有馬記念では7着に敗れ、結果的に目黒記念後は宝塚記念での4着が最高という成績に終わった。一方、同年秋には日本中央競馬会が主催した20世紀の名馬選定企画「Dream Horses 2000」において、GI級競走の未勝利馬として最上位の34位に選ばれた。

#### ドバイシーマクラシック制覇
翌2001年、この年の初戦は当初前年と同じくアメリカジョッキークラブカップが予定されていたが、陣営は1週前に行われるハンデキャップ競走の日経新春杯も視野に入れて登録を行っていた。その後、日経新春杯におけるハンデが58.5kgと発表され、これによって陣営は迷った末に急遽日経新春杯への出走を決定した。このレースは藤田伸二が鞍上を務め、トップハンデを背負った馬は苦戦しているレースの傾向とステイゴールドの勝ちきれないレースぶりが敬遠されたのか11頭立ての5番人気という低評価で臨んだが、道中は好位の内で末脚を温存し、そのままインをついた直線では逃げ粘るサンエムエックスを鋭く捉え、重賞2勝目を挙げた。日経新春杯後の3月、厩舎の僚馬トゥザヴィクトリーらと共にアラブ首長国連邦のドバイへ遠征が決定。早くからトゥザヴィクトリーにはドバイ遠征が計画されていたが、トゥザヴィクトリーを遠征させるなら帯同馬も連れて行った方がいいという陣営の考えの中で、そのエスコート役としてステイゴールドに白羽の矢が立てられ、池江が社台グループに「ステイゴールドをドバイに連れて行きたい」という申し出を行ったところ快諾されたためステイゴールドもドバイへの遠征が決定した。
ドバイへの移動に際しては、成田国際空港の検疫所を出発してからドバイに着くまでの輸送時間は経由地の香港での待ち時間（約9時間）も含めて約30時間に及び、機内で腹痛を起こす危険性を考慮してその間に与えられたのは水と少量の牧草のみであったため、この輸送で消耗してしまったステイゴールドはドバイに着いてからもカイ食いがなかなか回復せず、馬体も減らしてしまう。このような状況の中で、世界最高賞金開催であるドバイミーティングの一競走・ドバイシーマクラシック(GII)へ武豊を鞍上に出走した。
このレースで注目を集めていたのは前年覇者の地元UAEのエースであるファンタスティックライト（鞍上ランフランコ・デットーリ）だった。同馬は4歳のシーズンを迎えた前年の2000年に本格化し、当時はGIII格付けだったドバイシーマクラシックで英ダービー馬のハイライズや凱旋門賞馬のサガミックスを相手に3馬身差の勝利を飾ると、コロネーションカップでは1999年の英ダービー2着馬ダリアプールの2着、キングジョージ6世&クイーンエリザベスステークスでは1999年の凱旋門賞馬モンジューの2着に敗れた後アメリカへ転戦し、マンノウォーステークスでGI初制覇。その後目標に掲げていたブリーダーズカップ・ターフでは直線で前が塞がる不利が響いて5着に敗れたものの、続けて出走したジャパンカップではテイエムオペラオー、メイショウドトウと横一列の叩き合いを演じて僅差の3着に食い下がっている。さらに暮れの香港カップでは好位追走から抜け出して2つ目のGI制覇を達成し、この勝利によって同年の「エミレーツワールドシリーズレーシングチャンピオン」の2代目王者に輝いていた。ファンタスティックライトに次ぐ存在として見られていたのが先のコロネーションカップの勝ち馬で暮れの香港ヴァーズでも勝利を飾ったダリアプールであり、当日イギリスの大手ブックメーカーがつけた単勝オッズはファンタスティックライトが2.7倍の一番人気、ダリアプールは6倍で、三番人気にはイタリアのGIミラノ大賞典の勝ち馬エンドレスホールと欧米のGIで3勝の実績を持つムタファーウエクが8倍で並び、ステイゴールドは16頭立ての10番人気、単勝オッズは34倍でブービー人気のグループに入っていた。
レースでは6番枠から好スタートを切って武が馬を内へ導くと中団馬群のインにつき、ファンタスティックライトが走っているポジションで末脚を温存。最後の直線に向いてからは前がやや壁になるシーンもあったものの、スペースが開いた隙を見逃さずに外へ持ち出して加速にかかると、並んで伸びたドイツのシルヴァノを振り切り、先に抜け出していたファンタスティックライトを猛追し、並びかけたところでゴールした。審議の結果、決勝写真にはステイゴールドの鼻先がファンタスティックライトよりもわずかに早くゴールラインを捉えた瞬間が映し出され、ステイゴールドの優勝が決定した。日本産の日本調教馬による海外重賞制覇はハクチカラ、フジヤマケンザンに続いて史上3頭目であり、サンデーサイレンス産駒の日本調教馬として初の国外重賞初勝利でもあった。武は「日本でなかなか勝てなかったのに、こうやってステイゴールドが大きなところを勝ったこと、それから日本のサンデーサイレンス産駒がやっと海外で勝ったこと、これは日本の競馬の歴史を変えるできごとで、今後大きな意味を持ってくると思います」と語った。なお、2着に敗れたファンタスティックライトはこの年2年連続でエミレーツワールドシリーズレーシングチャンピオンの座に君臨し、のみならず欧州の年度代表馬、アメリカの芝のチャンピオンにも選出された。

#### 種牡馬入りの売買交渉
ドバイシーマクラシックでの勝利後、社台グループと日高軽種馬農業協同組合の間でステイゴールドの種牡馬入りに関する売買交渉が行われた。両者の間で売買交渉が行われるまでに種牡馬入りしたサンデーサイレンス産駒は33頭であり、この年の皐月賞を優勝したアグネスタキオンが社台スタリオンステーション（社台SS）で種牡馬入りすることが決定的となっていたこと、この時点で父・サンデーサイレンスが現役の種牡馬（同年の種付け頭数は223頭）だったため、社台グループの生産馬であり、社台レースホースの所有馬でありながら当時の時点で種牡馬入りしていた社台SS繁用のサンデーサイレンス産駒の種牡馬と比べて実績面の見劣りを否めないステイゴールドが外部へ売却されることは当然の経営判断と見られ、その売却先の候補として日高軽種馬農協が浮上した。両者の間でステイゴールドの売買交渉が行われたとき、社台グループ側は売却価格として3億円を提示した。GIでの2着が4回、そして当時の格付けはGIIながら実質的にはGI級のレースを制したステイゴールドの競走成績は宝塚記念をはじめとして国内の重賞を6勝したマーベラスサンデーと比べても引けを取っておらず、それほどのサンデーサイレンス産駒を組合所有の種牡馬という形で導入できることは、当時バブル崩壊以降の景気の落ち込みとともに厳しい状況に陥りつつあった日高の生産者にとって非常に魅力的な話であった。
しかし、その一方でいくつかの不安材料を指摘する声もあり、その中でもステイゴールドの小柄な馬体がネックとされた。当時の日本の生産界では小柄な体格の種牡馬は敬遠される風潮が強く、小さな種牡馬を種付けしてできる産駒はどうしても小さく生まれがちであり、すると“売れにくい”ということになってしまうため、ステイゴールドの小さな馬体は決して軽視できないマイナスファクターとなった。また、交渉が行われた時点でステイゴールドは7歳、種牡馬として供用を開始する翌2002年には8歳になる年齢を不安視する声もあった。さらには、既に水準級以上の実績を残し始めていたサンデーサイレンス産駒の種牡馬の中でも双璧的な存在として見られていたフジキセキ、ダンスインザダークの二頭は交渉が行われた時点でGI馬を輩出しておらず、サンデーサイレンス自身が健在で、優秀な繁殖牝馬はこぞってサンデーサイレンスに配合されていたためもあり、後継争いの大本命と目されるような馬はまだ出現していなかった当時、血の飽和を懸念する人物、近い将来サンデーサイレンス系のサイヤーラインは“縮小再生産”に向かい、本当の意味で次代を担う種牡馬は別の系統から出現するだろうと考える人物が多かった。このようなマイナス要因が重なったため、組合員たちの間で「3億では高い」という判断が多くを占め、最終的に「この価格（3億円）での導入は見送るべき」という結論に傾いたため、この時点で行われた両者の交渉は決裂した。
その後、日高軽種馬農協の返答を受けた社台グループは、売却価格を下げて再度交渉することはせずにオファーを取り下げたものの、代わりに自分たちも含めたいくつかの組織を中心とするステイゴールドのシンジケートを結成することを決めた。結果的に交渉が決裂したことによって社台グループは小さくはない所有権を手元に残すことが可能となり、社台ファーム代表の吉田照哉は当時のことについて「あのとき、危うく売ってしまうところだったんだ」と振り返っている。その後、ステイゴールドのドバイシーマクラシック優勝後の2001年4月下旬に社台グループ、サラブレッド・ブリーダーズ・クラブ、大口の会員として岡田繁幸率いるビッグレッドファームの3つの組織が中心となり、ステイゴールドのシンジケートが結成された。総額は4億5千万円、60株で結成されたシンジケートの会員のうち、大口の株主となったのは社台グループ（15株）と事務局を担当するサラブレッド・ブリーダーズ・クラブ（17株）、ビッグレッドファーム（15株）だった。ただ、この時点で既に同年の種付けシーズンは始まっていたため、ステイゴールドは同年一杯まで現役を続行することとなった。

#### 宝塚記念から国内ラストランまで
ドバイから帰国後はステイゴールドにとって17回目のGI挑戦となる宝塚記念に出走することになり、ドバイシーマクラシックで手綱を取った武豊はこの年の活動の拠点をフランスに移していたため、前年の有馬記念以来となる後藤浩輝を鞍上に迎えて出走することに決まった。後藤は半年ぶりとなるステイゴールドへの騎乗を前にした当時の心境を、生前「週刊Gallop」にて連載されていた自身のコラム「GO TO MOVE!」の中において以下のように綴っている。
ドバイから帰国しての凱旋レースとなった宝塚記念は、後藤が断然人気を集めていたテイエムオペラオーが馬群の中で閉じ込められているのを横目に中断追走から早めに押し上げにかかったが、前でスムーズに流れに乗っていたメイショウドトウも早めに押し上げに加速しており、直線に向いて一頭になったときに集中力が途切れてしまい4着に終わった。
夏場を休養に充て、秋の初戦となった京都大賞典でも鞍上は引き続き後藤が務めた。最後の直線ではテイエムオペラオー、前々年の菊花賞優勝馬ナリタトップロードとの競り合いとなったが、ステイゴールドがナリタトップロードを交わして先頭に立った後、内から抜け出しにかかったステイゴールドは左に斜行し、後藤がムチを持ち替えて懸命に矯正を図ったものの斜行を止められず、直後を走っていたナリタトップロードの進路を防ぐ形で前に入ったときに同馬の前脚とステイゴールドの後ろ脚が交錯し、これでバランスを崩したナリタトップロードの鞍上・渡辺薫彦が落馬した。審議の結果、ステイゴールドは1位入線したものの失格処分となり、半馬身差で2位入線のテイエムオペラオーが繰り上がりでの1着となった。レース後、後藤は検量室に来たテイエムオペラオー馬主の竹園正繼から大声で「こら!おまえ、いったい何を考えて乗っとるんだ!もっと、フェアに乗れ!」と怒鳴りつけられ、後藤は「すみません。そんなつもりで乗っていたわけではないんですけど…」と弁明したものの竹園の怒りは収まらず、「何を言っているんだ!いいか、これで三度目だぞ。どうだ、身に覚えがあるだろう。考えてみろ!」と詰め寄られる一幕があった。なお、ナリタトップロードはこの事故で右前脚に跛行を来たし、続く天皇賞（秋）を回避することになった。
天皇賞（秋）では騎手が武に戻り、テイエムオペラオー、メイショウドトウに次ぐ3番人気に推された。レースではスローペースの中を先行し、最後の直線で抜け出しを図ったが、またしても左側の埒にもたれかかる素振りを見せて前に進もうとせず、武が全く追うことができないまま7着に終わった。道中は好位の内々を進み、絶好の手応えを保ったまま直線に入ったときに武は「勝ったと思った」という。
レース後、武は調教助手の池江泰寿に「なんとかまっすぐ走るように矯正してほしい」と
要望し、泰寿は父の泰郎からも指名されて以降ほぼ毎日ステイゴールドの調教に跨るようになった。その後、池江厩舎の調教を手伝っていた上村洋行から「もっと当たりの柔らかい（＝制御力の弱い）普通のハミに替えれば、馬は反発しなくなってまっすぐ走ってくれるかもしれない」と提案され、試したところ馬の従順さが増した感触を得た。さらには、上村からの進言を受けて左目だけを覆うブリンカーを装着して次走のジャパンカップに出走させることが決まった。草食動物の馬には、「見えないところには天敵が隠れているかもしれない」という本能が刷り込まれているため視界を遮られた方向に寄って行こうとはしないものの、勝ち気なステイゴールドに両目を覆う通常タイプのブリンカーを着用すると「前へ」という意識が強くなりすぎ、レースへの折り合いを欠いてしまう恐れが懸念されたため、左目だけを覆うブリンカーを着用させて、左へもたれてしまう開く癖を封じ込めるという狙いがあった。また競走前には、これが国内における最後の出走となることが発表された。
こうして迎えた国内最終戦のジャパンカップでは、レースでは中団を進み、テイエムオペラオーをマークして進んだ。最後の直線では外目を伸びた直線、内が開いている状況でも真っ直ぐ走ったものの、先頭に立つまでには至らず4着に終わった。しかし、4着という結果は4年連続での参戦となったジャパンカップにおいて過去最高の着順であった。メイショウドトウにも初めて先着を果たし、レース後に武豊は「これなら香港、勝てるよ」という言葉を残した。

#### 引退レース・香港ヴァーズ優勝
通算50戦目の引退レースとなったのは、香港・沙田（シャティン）競馬場で毎年12月に行われる香港国際競走のひとつ・香港ヴァーズ (G1) であった。国際レーティングで120ポンドの評価を得ているステイゴールドは、他馬と4ポンド以上の差がある抜けたトップクラスの存在であり、当日はオッズ2倍の1番人気に支持された。
レースでは淡々とした流れの中で後方から6番手を進んでいたが、第3コーナーからランフランコ・デットーリ騎乗のエクラールがロングスパートを仕掛けて後続を引き離し、ここから流れが高速化した。武は無理にこれを追ってもステイゴールドの持ち味を活かせないと判断して中団に留まり、大きなリードを許したまま最後の直線に入った。直線では素早く馬群を抜け2番手に上がるも、残り200メートルの地点では逃げるエクラールから約5馬身の差があり、さらにステイゴールドは武が警戒していた向きとは逆の右側に斜行を始めた。ここで武が咄嗟に左側の手綱を締め直すとステイゴールドは態勢を立て直し、エクラールを急追。ゴール寸前で同馬をアタマ差交わして1着となり、引退レースで念願のG1制覇を果たした。またこれは同時に、日本の厩舎に所属する日本産馬として初めての国外の国際G1制覇ともなった。
武はゴール前の追い込みを「まるで背中に羽が生えたようだった」と評し、またエクラールがドバイで破ったファンタスティックライトと同じ、青い勝負服を用いるゴドルフィンの所有馬だったことから、「どうもステイゴールドはゴドルフィンのブルーの勝負服を見ると燃えるみたい」とも語った。武はレース後の検量室でデットーリから「またあの馬にやられたよ。どうも、僕とは相性が良くないみたいだ」と言われ、それに対して「ゴドルフィンブルーの勝負服を見ると燃えるみたい。でも、これが引退レースなんだ」と返すと、デットーリは「ユタカは寂しくなるだろうけど、僕にとってはとてもいいニュースだね」という会話があったと述べている。共有馬主のひとりだった競馬評論家の山野浩一は、「まるで一瞬ヴィデオがカットされて一秒くらい飛んだかのように、次の瞬間にはエクラールをとらえていた。いったいその間をどんなスピードで走ったのだろう。少なくとも私は過去にあのような瞬間的なスピードを発揮した馬を見たことはない」と感想を述べている。

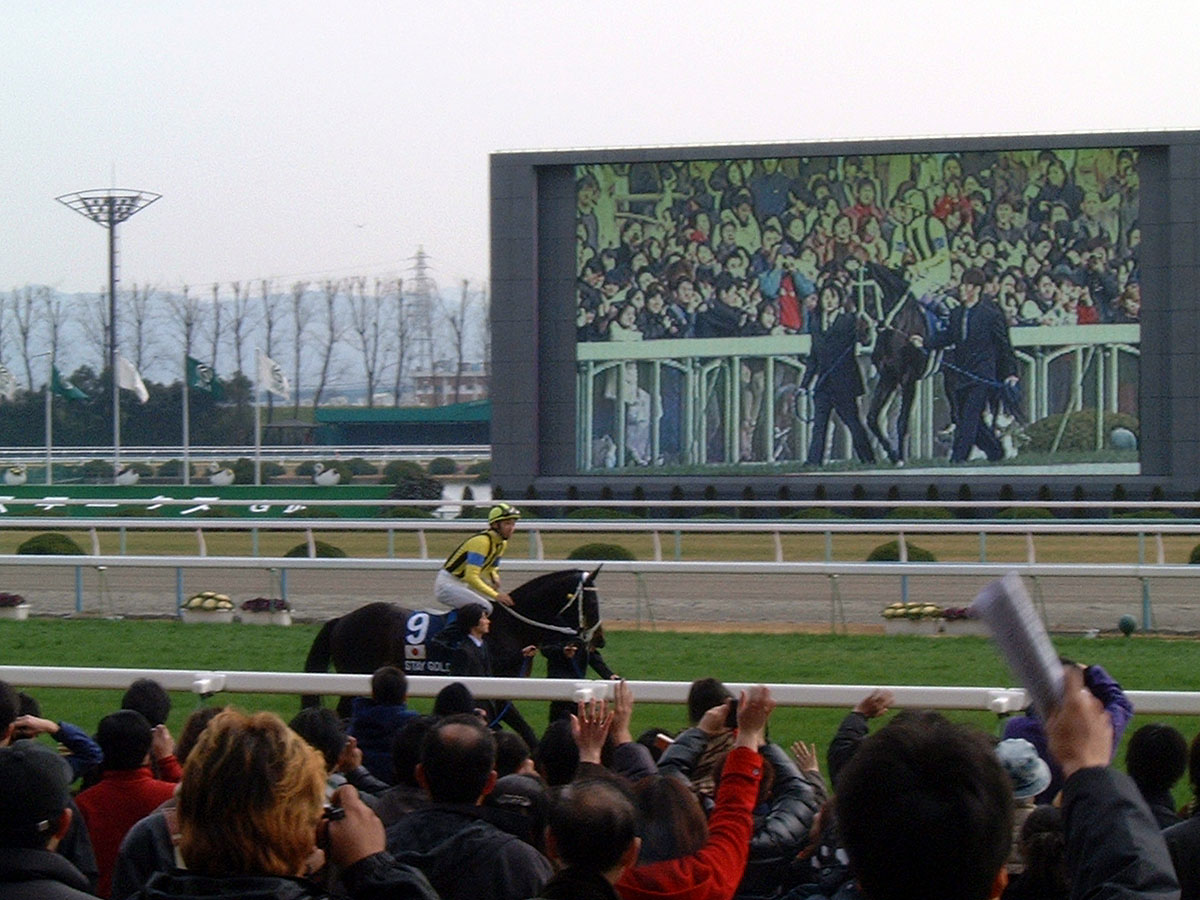
ステイゴールドの引退式（2002年1月20日 京都競馬場）

5年間に渡った競走生活の末、50戦の節目、引退レースでのG1制覇は、「まさに絵に描いたような大団円」（武豊）、「映画でもドラマでも、二度とは見られないようなシーン」（池江泰郎）、「ここまでドラマチックな幕切れはそうそうあるものではない」（『優駿』）など、史上希に見る出来事として称えられた。この勝利を評価され、ステイゴールドは当年国内においてJRA賞特別賞を授与された。また、生涯G1出走回数20、重賞連続出走回数36は、いずれもナイスネイチャをしのぐJRA記録である。
当初は引退式の予定はなかったが、ファンからの強い要望があったことに加え、JRAからも陣営に要請が行き、翌2002年1月20日、京都競馬場で引退式が行われた。当日は香港ヴァーズで使用されたゼッケンのレプリカを着用し、場内には名前の由来となったスティーヴィー・ワンダーの「Stay Gold」が流された。

### 種牡馬時代
香港遠征から帰国し、京都競馬場で行われた引退式を経て、ステイゴールドは北海道門別町のサラブレッド・ブリーダーズ・クラブが運営するブリーダーズ・スタリオン・ステーションにて種牡馬入りした。加えて、2年ごとにブリーダーズ・スタリオン・ステーションとビッグレッドファームを移動する契約を結び、ブリーダーズ・スタリオン・ステーションでは2002-2003年、2006-2007年、2010-2011年、2014年-2015年（死亡前まで）、ビッグレッドファームでは2004-2005年、2008年-2009年、2012年-2013年に種牡馬生活を送った。2006年からはアドマイヤマックスと互いの供用場所を交換する形となっているが、2013年シーズンはビッグレッドファームで初めて共に供用された。
シンジケートが組まれた種牡馬の場合、シンジケートに加入した会員は一つの持ち株（＝本株）につき、年間一頭分の種付け権利を保持し、一方で本株を持たない、すなわちシンジケートに加入していない生産者がシンジケート種牡馬への種付けを希望する時は、所定の種付け料を事務局に払って申し込む「余勢種付け」という方式が採用されていた。ステイゴールドのシンジケートの事務局を担当していたサラブレッド・ブリーダーズ・クラブ取締役社長の遠藤幹によると、引退レースの香港ヴァーズを勝利するまでは余勢種付けの申し込みは3件だけだった。しかし、香港ヴァーズ（2001年12月16日）の翌日以降、ステイゴールドの余勢種付けに関する問い合わせと申し込みの電話が事務局に殺到し、年が明けてからも断続的にオファーが舞い込んできたため、2002年1月19日以降の申込みについては「仮受け付け」という形を取った。
ステイゴールドの初年度の余勢種付けの金額は「受胎確認後150万円、もしくは産駒出産後200万円」に設定された。種牡馬としてステイゴールドと同期にあたるテイエムオペラオー、アグネスタキオンの初年度の種付け料はともに500万円で設定されており、その3分の1に満たない価格でサンデーサイレンス産駒の種牡馬を種付けできることが生産者から人気を集め、初年度はブリーダーズ・スタリオン・ステーションのレコードにあたる177頭に種付けを行った。産駒は2005年よりデビューし、初年度産駒からはステイゴールド産駒として初の重賞制覇を飾ったソリッドプラチナム（マーメイドステークス）、岡田繁幸が「父親に似たよくバネ」が気に入って買ったというコスモプラチナ、主に障害レースで活躍したマイネルネオス、エムエスワールドと4頭の重賞勝利産駒を輩出した。2006年には種付け料が初年度の150万円から100万円に値下げされたものの、次年度産駒からステイゴールドの調教助手を務めた池江泰寿が調教師として管理するドリームジャーニーが朝日杯フューチュリティステークスを制して産駒のGI初勝利を達成し、同馬は2009年に宝塚記念・有馬記念の春秋グランプリを制した。2歳王者による宝塚記念制覇は1999年のグラスワンダー以来10年ぶりであり、また有馬記念当日のドリームジャーニーの馬体重は426kgであり、これは1971年の有馬記念優勝馬トウメイの430kgを下回る最小体重優勝記録であった。2010年にはナカヤマフェスタが宝塚記念を制し、10月には凱旋門賞に出走。19頭中12番人気（最終単勝オッズは27.0倍）という低評価での出走となったが、直線半ばで先頭に立ち、最後はワークフォースにアタマ差及ばず2着に敗れたものの、1999年のエルコンドルパサー以来となる日本調教馬の凱旋門賞連対を果たし、内国産馬としては初の凱旋門賞連対を果たした。
2011年にはドリームジャーニーの全弟にして、兄と同じく池江泰寿が調教師として管理するオルフェーヴルが皐月賞・日本ダービー・菊花賞を制して史上7頭目となる牡馬クラシック三冠馬となり、同馬は年末の有馬記念も制して同年のJRA賞最優秀3歳牡馬・年度代表馬を受賞した。池江泰郎は2005年にディープインパクトで牡馬クラシック三冠を達成しているため、史上初の親子での三冠馬のトレーナーとなった。2012年には前年のオルフェーヴルの活躍を受けて250万円から600万円へ値上げされ、同年はゴールドシップが皐月賞・菊花賞・有馬記念を制して最優秀3歳牡馬に選出され、自身は同年のサイアーランキングで自己最高の3位にランクインした。2013年にはレッドリヴェールが阪神ジュベナイルフィリーズで優勝し、産駒初の牝馬のGI制覇となった。2013年の種付料は受付窓口となるサラブレッド・ブリーダーズ・クラブからの発表で受胎条件のみで800万円にまで値上げされるも、すぐに満口となり、翌2014年も800万円で登録された。翌2014年終了時点で中央競馬における産駒のGI競走19勝はサンデーサイレンス直仔の種牡馬の中ではディープインパクトに次ぐ2位につけていた。
2012年にはウェンブリーとの間にマイネルレオーネが生まれた。ゴールデンサッシュ、サッカーボーイ 2×2(50%)という、古くはコロネーションに並ぶインブリード率の、近年では考えられないような危険で極端なインブリードで話題になった。後にマイネルレオーネは障害オープンの最軽量勝利記録と、中山競馬場大障害コースの日本馬最軽量出走記録を達成。
2015年2月5日、繋養先のブリーダーズ・スタリオン・ステーションでの種付け後に異常をきたし、輸送先の社台ホースクリニックにて死亡した。死因は大動脈破裂。ステイゴールドの遺骨は同スタリオンの墓に埋葬された。ラストクロップはステイゴールドが亡くなる直前に種付けした唯一の産駒「ハルノナゴリ」であり、2018年末にデビューしている。
2022年2月13日に行われた京都記念でアフリカンゴールドが勝利したことにより、父・サンデーサイレンスと同じく17年連続での重賞制覇を達成した。
2022年7月から8月にかけて行われた、『京都競馬場Presents アイドルホースオーディション2022』では、第5位を獲得した。

## 競走成績
| 年月日 | 年月日 | 年月日 | 競馬場         | レース名            | 格       | オッズ   | （人気） | 着順 | 距離（馬場）  | タイム （上り3F） | 着差 [秒] | 騎手     | 斤量 [kg] | 勝ち馬/（2着馬）       |
| ------ | ------ | ------ | -------------- | ------------------- | -------- | -------- | -------- | ---- | ------------- | ----------------- | --------- | -------- | --------- | ---------------------- |
| 1996.  | 12.    | 1      | 阪神           | 3歳新馬             |          | 07.1     | 0（3人） | 3着  | 芝2000m（良） | 2:05.3 (36.1)     | 00.1      | O.ペリエ | 54        | マキハタスパート       |
|        | 12.    | 21     | 阪神           | 3歳新馬             |          | 02.2     | 0（1人） | 16着 | 芝2000m（良） | 2:11.8 (41.3)     | 06.0      | O.ペリエ | 54        | オースミサンデー       |
| 1997.  | 2.     | 15     | 京都           | 4歳未勝利           |          | 01.9     | 0（1人） | 中止 | ダ1800m（良） | 競走中止          |           | 熊沢重文 | 55        | ハリアップスキー       |
|        | 3.     | 22     | 阪神           | 4歳未勝利           |          | 04.5     | 0（2人） | 2着  | 芝2000m（稍） | 2:06.9 (35.6)     | 00.0      | 熊沢重文 | 55        | パルスピード           |
|        | 4.     | 19     | 京都           | 4歳未勝利           |          | 02.0     | 0（1人） | 2着  | 芝2400m（良） | 2:27.4 (34.8)     | 00.2      | 熊沢重文 | 55        | タマモイナズマ         |
|        | 5.     | 11     | 東京           | 4歳未勝利           |          | 03.5     | 0（2人） | 1着  | 芝2400m（良） | 2:28.4 (35.9)     | -0.1      | 熊沢重文 | 55        | （トップラダー）       |
|        | 6.     | 7      | 中京           | すいれん賞          | 500万下  | 03.0     | 0（1人） | 1着  | 芝2500m（良） | 2:37.4 (35.7)     | -0.2      | 熊沢重文 | 55        | （ビンラシッドビン）   |
|        | 6.     | 29     | 阪神           | やまゆりS           | 900万下  | 09.9     | 0（5人） | 4着  | 芝2000m（稍） | 2:03.7 (36.6)     | 00.3      | 熊沢重文 | 54        | ナムラキントウン       |
|        | 9.     | 6      | 札幌           | 阿寒湖特別          | 900万下  | 08.4     | 0（3人） | 1着  | 芝2000m（良） | 2:02.5 (34.5)     | -0.1      | 熊沢重文 | 55        | （ミナミノフェザント） |
|        | 10.    | 12     | 京都           | 京都新聞杯          | GII      | 016.7    | （7人）  | 4着  | 芝2200m（良） | 2:13.5 (34.7)     | 00.4      | 熊沢重文 | 57        | マチカネフクキタル     |
|        | 11.    | 2      | 京都           | 菊花賞              | GI       | 038.0    | （10人） | 8着  | 芝3000m（良） | 3:08.2 (34.7)     | 00.5      | 熊沢重文 | 57        | マチカネフクキタル     |
|        | 11.    | 30     | 阪神           | ゴールデンホイップT | 1600万下 | 01.5     | 0（1人） | 2着  | 芝2000m（良） | 2:01.4 (35.3)     | 00.1      | 武豊     | 56        | ファーストソニア       |
| 1998.  | 1.     | 17     | 京都           | 万葉S               | OP       | 03.8     | 0（2人） | 2着  | 芝3000m（良） | 3:06.3 (36.1)     | 00.0      | 熊沢重文 | 54        | ユーセイトップラン     |
|        | 2.     | 8      | 京都           | 松籟S               | 1600万下 | 04.8     | 0（3人） | 2着  | 芝2400m（良） | 2:28.0 (35.8)     | 00.0      | 熊沢重文 | 56        | アラバンサ             |
|        | 2.     | 21     | 東京           | ダイヤモンドS       | GIII     | 05.5     | 0（3人） | 2着  | 芝3200m（稍） | 3:17.8 (35.3)     | 00.2      | 熊沢重文 | 54        | ユーセイトップラン     |
|        | 3.     | 29     | 中山           | 日経賞              | GII      | 07.3     | 0（5人） | 4着  | 芝2500m（良） | 2:34.9 (35.3)     | 00.5      | 熊沢重文 | 56        | テンジンショウグン     |
|        | 5.     | 3      | 京都           | 天皇賞（春）        | GI       | 57.9     | （10人） | 2着  | 芝3200m（良） | 3:23.9 (35.3)     | 00.3      | 熊沢重文 | 58        | メジロブライト         |
|        | 6.     | 13     | 東京           | 目黒記念            | GII      | 06.8     | 0（3人） | 3着  | 芝2500m（重） | 2:35.5 (36.6)     | 00.5      | 熊沢重文 | 57        | ゴーイングスズカ       |
|        | 7.     | 12     | 阪神           | 宝塚記念            | GI       | 42.3     | （9人）  | 2着  | 芝2200m（良） | 2:12.0 (35.3)     | 00.1      | 熊沢重文 | 58        | サイレンススズカ       |
|        | 10.    | 11     | 京都           | 京都大賞典          | GII      | 03.3     | 0（2人） | 4着  | 芝2400m（良） | 2:26.2 (35.1)     | 00.6      | 熊沢重文 | 57        | セイウンスカイ         |
|        | 11.    | 1      | 東京           | 天皇賞（秋）        | GI       | 16.7     | 0（4人） | 2着  | 芝2000m（良） | 1:59.5 (36.0)     | 00.2      | 蛯名正義 | 58        | オフサイドトラップ     |
|        | 11.    | 29     | 東京           | ジャパンC           | GI       | 12.4     | 0（6人） | 10着 | 芝2400m（良） | 2:27.3 (36.2)     | 01.4      | 熊沢重文 | 57        | エルコンドルパサー     |
|        | 12.    | 27     | 中山           | 有馬記念            | GI       | 40.8     | （11人） | 3着  | 芝2500m（良） | 2:32.6 (35.5)     | 00.5      | 熊沢重文 | 57        | グラスワンダー         |
| 1999.  | 2.     | 14     | 京都           | 京都記念            | GII      | 04.5     | 0（2人） | 7着  | 芝2200m（良） | 2:16.1 (35.3)     | 00.9      | 熊沢重文 | 58        | エモシオン             |
|        | 3.     | 28     | 中山           | 日経賞              | GII      | 05.6     | 0（2人） | 3着  | 芝2500m（稍） | 2:36.3 (35.9)     | 01.0      | 熊沢重文 | 57        | セイウンスカイ         |
|        | 5.     | 2      | 京都           | 天皇賞（春）        | GI       | 27.8     | 0（6人） | 5着  | 芝3200m（良） | 3:16.2 (34.8)     | 00.9      | 熊沢重文 | 58        | スペシャルウィーク     |
|        | 5.     | 29     | 中京           | 金鯱賞              | GII      | 04.3     | 0（3人） | 3着  | 芝2000m（良） | 1:59.9 (35.5)     | 00.2      | 熊沢重文 | 57        | ミッドナイトベット     |
|        | 6.     | 20     | 阪神           | 鳴尾記念            | GII      | 03.7     | 0（3人） | 3着  | 芝2000m（良） | 2:02.6 (36.5)     | 00.1      | 熊沢重文 | 57        | スエヒロコマンダー     |
|        | 7.     | 11     | 阪神           | 宝塚記念            | GI       | 032.5    | （7人）  | 3着  | 芝2200m（良） | 2:13.7 (36.7)     | 01.6      | 熊沢重文 | 58        | グラスワンダー         |
|        | 10.    | 10     | 京都           | 京都大賞典          | GII      | 035.2    | （7人）  | 6着  | 芝2400m（良） | 2:25.0 (35.0)     | 00.7      | 熊沢重文 | 57        | ツルマルツヨシ         |
|        | 10.    | 31     | 東京           | 天皇賞（秋）        | GI       | 050.3    | （12人） | 2着  | 芝2000m（良） | 1:58.1 (35.2)     | 00.1      | 熊沢重文 | 58        | スペシャルウィーク     |
|        | 11.    | 28     | 東京           | ジャパンC           | GI       | 013.9    | 0（5人） | 6着  | 芝2400m（良） | 2:26.6 (37.3)     | 01.1      | 熊沢重文 | 57        | スペシャルウィーク     |
|        | 12.    | 26     | 中山           | 有馬記念            | GI       | 031.6    | （8人）  | 10着 | 芝2500m（良） | 2:38.2 (35.7)     | 01.0      | 熊沢重文 | 56        | グラスワンダー         |
| 2000.  | 1.     | 23     | 中山           | AJCC                | GII      | 02.6     | 0（1人） | 2着  | 芝2200m（良） | 2:13.8 (34.6)     | 00.4      | 熊沢重文 | 58        | マチカネキンノホシ     |
|        | 2.     | 20     | 京都           | 京都記念            | GII      | 05.6     | 0（3人） | 3着  | 芝2200m（良） | 2:14.0 (34.7)     | 00.2      | 熊沢重文 | 58        | テイエムオペラオー     |
|        | 3.     | 26     | 中山           | 日経賞              | GII      | 05.7     | 0（2人） | 2着  | 芝2500m（良） | 2:35.6 (35.8)     | 00.2      | 熊沢重文 | 57        | レオリュウホウ         |
|        | 4.     | 30     | 京都           | 天皇賞（春）        | GI       | 11.7     | 0（4人） | 4着  | 芝3200m（良） | 3:18.3 (34.9)     | 00.7      | 熊沢重文 | 58        | テイエムオペラオー     |
|        | 5.     | 20     | 東京           | 目黒記念            | GII      | 02.8     | 0（1人） | 1着  | 芝2500m（重） | 2:33.2 (35.3)     | -0.2      | 武豊     | 58        | （マチカネキンノホシ） |
|        | 6.     | 25     | 阪神           | 宝塚記念            | GI       | 12.5     | 0（5人） | 4着  | 芝2200m（良） | 2:14.1 (35.9)     | 00.3      | 安藤勝己 | 58        | テイエムオペラオー     |
|        | 9.     | 24     | 中山           | オールカマー        | GII      | 04.2     | 0（3人） | 5着  | 芝2200m（重） | 2:17.0 (36.8)     | 01.2      | 後藤浩輝 | 58        | メイショウドトウ       |
|        | 10.    | 29     | 東京           | 天皇賞（秋）        | GI       | 07.5     | 0（4人） | 7着  | 芝2000m（重） | 2:00.8 (35.8)     | 00.9      | 武豊     | 58        | テイエムオペラオー     |
|        | 11.    | 26     | 東京           | ジャパンC           | GI       | 54.5     | （13人） | 8着  | 芝2400m（良） | 2:26.6 (36.1)     | 00.5      | 後藤浩輝 | 57        | テイエムオペラオー     |
|        | 12.    | 24     | 中山           | 有馬記念            | GI       | 46.5     | （10人） | 7着  | 芝2500m（良） | 2:34.8 (34.6)     | 00.7      | 後藤浩輝 | 56        | テイエムオペラオー     |
| 2001.  | 1.     | 14     | 京都           | 日経新春杯          | GII      | 07.6     | 0（5人） | 1着  | 芝2400m（良） | 2:25.8 (34.4)     | -0.2      | 藤田伸二 | 58.5      | （サンエムエックス）   |
|        | 3.     | 24     | ナド・アルシバ | ドバイシーマC       | G2       | 発売なし | 発売なし | 1着  | 芝2400m（良） | 2:28.2            | 00.0      | 武豊     | 56        | （Fantastic Light）    |
|        | 6.     | 24     | 阪神           | 宝塚記念            | GI       | 18.3     | 0（5人） | 4着  | 芝2200m（良） | 2:12.1 (35.3)     | 00.4      | 後藤浩輝 | 58        | メイショウドトウ       |
|        | 10.    | 7      | 京都           | 京都大賞典          | GII      | 10.8     | 0（3人） | 失格 | 芝2400m（良） | 2:24.9 (33.8)     |           | 後藤浩輝 | 58        | テイエムオペラオー     |
|        | 10.    | 28     | 東京           | 天皇賞（秋）        | GI       | 04.5     | 0（3人） | 7着  | 芝2000m（重） | 2:03.4 (37.0)     | 01.4      | 武豊     | 58        | アグネスデジタル       |
|        | 11.    | 25     | 東京           | ジャパンC           | GI       | 08.1     | 0（4人） | 4着  | 芝2400m（良） | 2:24.5 (35.8)     | 00.7      | 武豊     | 57        | ジャングルポケット     |
|        | 12.    | 16     | 沙田           | 香港ヴァーズ        | G1       | 02.0     | 0（1人） | 1着  | 芝2400m（良） | 2:27.8            | 00.0      | 武豊     | 57.1      | (Ekraar)               |

## 特徴・評価

### 競走馬としての特徴
勝ちきれなかった頃には、「華々しいスタートダッシュを持つわけではない、鋭い切れ味を持つわけでもない」と評されるなど目立つところがなかった。しかし2001年に入るとスローペースからの瞬発力勝負に対応できるようになり、重賞2勝目の日経新春杯では最後の600m（上がり3ハロン）を推定34秒4、失格となった京都大賞典では同33秒8という優れた脚力を見せた。ライターの河村清明は、2000年シーズンを終えた時点で43戦という「ずっと重賞を走り続けた馬としてはめったにないほど」の戦績を重ねながら、競走生活の晩年に急速な成長を遂げたことについて、「一般的に考えるなら、豊富すぎるキャリアゆえ、それ以降の上がり目は望むべくもない。7歳馬ステイゴールドの変身はまさに驚異というほかはない」と評した。武豊はステイゴールドの引退に際し、「ステイゴールドは、今がまさに競走生活のピークじゃないですか。種馬になるのも大事だけど、ボクは乗り役だから、あれほどの競馬ができる馬を種牡馬として奪われたような、そんな寂しさをひしひしと感じているんです。思い出をありがとう、と素直に言える日は、もう少し後からになりそうです」とその引退を惜しんだ。
ステイゴールドを種牡馬として高く評価したビッグレッドファーム代表の岡田繁幸は、ステイゴールドの良さは「回転の良いフットワーク」とそれを支える筋肉の柔らかさにあるとしている。岡田は巷間にあった「ステイゴールドはステイヤー（長距離向きの馬）である」という評価に対し、香港ヴァーズを例に挙げて異を唱え、「あの驚異的な瞬発力はむしろミドルディスタンホースと言えるのではないでしょうか。いかにもサンデーサイレンス産駒らしい馬だと思いますね。ただ、ステイゴールドはスタミナもあるので長い距離になってもあの瞬発力を温存できますし、スタートがそれほどうまい馬ではなかったので、厩舎でも中距離を使わなかっただけでしょう」と述べている。一方、武豊は2000年秋の天皇賞で7着と敗れた敗因として、位置取りの失敗のほかに距離の不向きを挙げ、「根本的に2000メートルは距離的に短いのではないかということも感じていました。忙しい競馬は似合わない、根っからのステイヤーなんですよ」と述べている。

#### 斜行癖
しばしばレースの障害となった左への斜行癖に対して、厩舎では日々の調教や馬装に様々な工夫を凝らし、その矯正に努めた。ハミ吊りや片面ブリンカーといった装具の工夫に加え、調教においてもコースを歩くときまで右寄りを徹底し、左に寄る素振りを見せれば叱り、素直に歩けば褒めるということを習慣づけていた。調教助手を務めていた池江泰寿は、ステイゴールドの心理について「あの馬は、左に行ったら楽ができると思い込んでいたんです。競馬では、とにかく一所懸命走らず、どこかでやめる機会をつねに窺っていた（笑）。ハミをさらってグッと左にもたれたら、騎手が追えなくなり、直線で全力疾走せずに済むのを分かってたんですよ」と分析している。武はステイゴールドの引退式において、「この馬は乗る立場としてはむずかしい馬でした。最後までつかみどころがなく、ずっと考えさせられましたね」と述べた。

### 身体面の特徴
サラブレッド競走馬の平均体重が470kg程度あるのに対し、ステイゴールドは最も重かったときで2001年の日経新春杯時の436kgと、小柄な体躯の持ち主であった。生まれた頃は他馬と同じ程度の体格だったが、成長が鈍く、じきに自分より小柄だった馬にも追い抜かれていった。これはゴールデンサッシュの産駒に共通して見られる成長過程だった。池江泰郎は「つくりの軽いスポーツカーみたいな馬」と評したことがあり、熊沢重文によれば、「大人のからだに変わってきたのが6歳の後半」だったといい、「ほんとうに大器晩成だったんだろうな」と述べている。また厩務員の山元重治は「骨格が牝馬みたいやった」と評しているが、調教助手を務めていた野村功は、体重60kgある人間が騎乗して調教を課すと失速する馬が多いなか、ステイゴールドは小柄だったにもかかわらず失速せずに走る馬力があったとしている。
また、ほとんど休養をはさむことなく50戦を走り抜いた頑健さに対する評価が高く、池江泰郎は「『無事是名馬』を地でいくような、素晴らしい馬」、岡田繁幸は「ほんとうに偉大なことで、よほど柔らかい筋肉を持っている証拠です」と述べている。共有馬主を統括する社台サラブレッドクラブ代表の吉田晴哉は、「この馬のすごいところは、引退の話を出すスキを決して見せなかったところですね」と語り、毎回の出走予定をきっちりとこなし、勝てずとも賞金は必ず稼いでいたステイゴールドを「クラブで持つ馬としては理想的」、「（ステイゴールドのような馬は）いません。うちのクラブだけじゃなくて、競馬界全体を見てもほとんどいないんじゃないですかね。信じられない存在です」と評している。

### 性格面の特徴
非常に激しい気性の持ち主であり、池江泰寿は「肉をやったら食うんじゃないかと思ったほど凶暴だった」とし、調教助手の池江敏行は、馬房の前を通るだけで突進してきたことから「猛獣」と評している。熊沢重文は「馬場へ出る前の運動でも、立つ、蹴る、噛むと悪さの連続。振り落とされるなんてのは特別珍しいことじゃないけど、乗るときに回し蹴りが飛んできたり、噛まれるのを心配したりなんて馬はやっぱりそんなに数多くいるものじゃないです」と述懐しており。その調教では近付いてくる馬がいると立ち上がって威嚇するため他厩舎から避けられていた。白老ファーム場長の服巻滋之は、こうした激しさの由来をステイゴールドの母の父ディクタスに求めている。
日々の世話をしていた山元重治は「猛獣ではないよ。扱えないってほどの馬じゃない」と述べているが、それでも手を焼いたといい、「とにかく『自分が一番エライ』ということをいつもいつも主張している馬」、「自分のペース、自分のやり方に徹底してこだわり、やりたくないことは頑としてやらない強情さは、引退まで変わりませんでしたね」と述懐している。また、熊沢は乗り手の立場から「総合してみると、おだてる、という意識をもって乗ってないとだめだった。ダメ、それしちゃダメ、とか表現するのではなくて、そうそう、そうそう、それでいいんだよ、って感覚ですね。ソッポ向かれたらお手上げだったんで」と述べ、その性格については「僕らが要求したことに対して、それは譲れる、それは譲れないっていうのをちゃんと表現してくれるわけ。そういう意味では、基本的には扱いにくい馬なんだけど、わかってやれば、中途はんぱな馬よりは扱いやすい。わかります？何がしたい、どうしたらいいのか分かる馬だけに扱いやすい。だからみんな入れ込んでしまう」と語っている。

### 評価
ノーザンファーム代表の吉田勝己は、ステイゴールドの通算50戦に及んだ競走生活を振り返り、また、種牡馬入り後への期待について、社台グループの会報「サラブレッド」（2002年2月号）に、次のような手記を寄せている。

### 種牡馬として
種牡馬入りした当時のステイゴールドについて山元重治は「気性は激しかったけれど、いわゆる“馬っ気”はない、牝馬には興味を示さない馬だったから、本当に種牡馬としてやっていけるのかなってちょっと心配していた」というが、「種付けが大好きで、牝馬に飛び掛かっていくような猛々しい種付けをするんです。（中略）最初の頃は種付けが終わって牝馬から離されると“オレはまだ物足りない“と主張するように怒ったりして。その上受胎率も高く、他の種牡馬に付けて受胎しなかった牝馬が途中からステイゴールドに回ってきたケースもありました」と振り返っている。いわゆる”とまり”が良く、種付けに対しても積極的で性欲・精力共に強いというのは父・サンデーサイレンスの種牡馬としての武器とも言えた特徴であった。
産駒は小柄な馬が多く、パワーにおいて劣勢に立たされる馬が多いためダートを苦手とする産駒が多い。性格も馬格によって2タイプに分かれ、小柄に出た馬は幼少期からいじめを反骨精神ではねのけ、パドックで威嚇するしぐさを見せる馬が多い。ゴールドシップのように大型で生まれた馬は牧場時代から我関せずな性格の馬が多く、わがままな方向へ転換されやすい。

#### 母の父・メジロマックイーンの産駒について
2009年、母の父にメジロマックイーンを持つドリームジャーニーがグランプリ連覇を達成した2年後の2011年、全弟であるオルフェーヴルが三冠馬となり、またこの年は前述の2頭と同じく母の父にメジロマックイーンを持つフェイトフルウォーが京成杯・セントライト記念を制した。その翌年には前述の3頭と同じ血統を持つゴールドシップが皐月賞・菊花賞を制したことにより、ステイゴールドとメジロマックイーンを父に持つ繁殖牝馬の配合がニックスと目され、「黄金配合」として注目を浴びた。
ステイゴールドの父・サンデーサイレンスは非常に気性が荒いことで知られており、騎乗した人間の指示に従わず暴れる傾向があった。競走馬時代のサンデーサイレンスの調教師を担当していたチャーリー・ウィッティンガムは厩舎一の腕を持つジャネット・ジョンソンをサンデーサイレンス担当の調教助手に指名したが、ジョンソンは気性の荒さに嫌気が差して一度騎乗しただけで降板しており、騎手のウィリー・シューメーカーも調教のために騎乗したことがあるが気性の荒さに激怒し、レースでの騎乗を拒否したほどである。しかし、種牡馬時代のサンデーサイレンスはメジロマックイーンがそばにいると大人しくなることが多く、サンデーサイレンスとメジロマックイーンの放牧地は隣同士に設えられていたという逸話がある。社台スタリオンステーションの徳武英介は、「ちょっと不良っぽいヤツとナヨナヨした感じのヤツが妙にウマが合ったりすることって、人間の男同士でもあるでしょう？マックが“ナヨナヨした性格の馬だった”という意味ではないけれど、サンデーにとってマックは自分にないものを持った馬、隣にいると自分が落ち着けて癒される存在だったんじゃないかな。そうした相性が血統の世界にも反映されて、だからマック牝馬と（サンデーサイレンス産駒の）ステイゴールドの配合から、これだけ走る馬が出るのかなって思ったりもするんです（笑）」という見解を示しており、また徳武は“自分にない特徴を補完しあう関係”は、性格面にとどまらず肉体面についても指摘できるといい、「マックって肉体的にはちょっと水っぽいというか、芦毛特有のダブダブした感じがあったんですよ。一方のステイはサンデーやディープと同様、もっと乾いた感じの馬。あの配合はお互いの特徴をうまくカバーしあっている面もあると思います」と推測している。
岡田繁幸はステイゴールドとメジロマックイーンを父に持つ繁殖牝馬の血統に由来する肉体的な相性の良さについて、「マックイーン自体がグニャグニャした、ゴムみたいな馬だった。それはパーソロン系（メジロマックイーンの曾祖父）の特徴で、トウカイテイオー（パーソロンの孫）もそうだったでしょう？一方のステイはディープインパクトに比べると筋肉の収縮力、輪ゴムをどこまで引っ張れるかという意味の“粘り”がちょっと足りないから、パーソロン系の牝馬にステイをつけると、粘りの不足が補われてディープの体質に近くなるわけ。だから僕に言わせればあの配合があれだけ走るのは当然で、たとえばトウカイテイオー牝馬にステイを付けても理論的には成功するはず。テイオーの牝馬って細い馬が多いから、細すぎる産駒が生まれてしまうリスクもあるけれど、ある程度の馬格があって、お尻もあって、テイオーに似たゴムみたいな体質をした繁殖にステイを付ければ、オルフェーヴルみたいな馬を出す可能性は十分にあると思います」と解説している。
この「黄金配合」が注目された時期においては、すでにメジロマックイーン産駒の牝馬で繁殖登録されている馬の数は少なくなっており、乗馬として供用されていたメジロマックイーン産駒の牝馬（ミツワオーロラ）がステイゴールドと種付けする目的で買い戻されるという事例も出たほどであった。ただし、前述の配合を持つ馬が重賞を制したのは2015年の天皇賞・春をゴールドシップが優勝したことで最後となっている。また、オルフェーヴルの母であるオリエンタルアート（2015年死亡）、ゴールドシップの母であるポイントフラッグ（2016年死亡）はそれぞれ2頭を生んだ後もステイゴールドとの交配が行われ、オリエンタルアートは5頭、ポイントフラッグは3頭ステイゴールドとの仔を生んだものの、いずれも目立った成績を残すことはできていない。
メジロマックイーン以外では母系にダンジグを持つ繁殖牝馬とも相性が良く、フェノーメノ、ナカヤマフェスタ、シルクメビウスがこれに該当する。

### 顕彰馬選定
種牡馬としての活躍を受け顕彰馬選定記者投票でも票を集め始めており、オルフェーヴルがクラシック三冠を制した翌年の2012年には初めて3票を、ゴールドシップがクラシックで活躍した翌年の2013年には4票を獲得した。

## 種牡馬成績

### 年度別成績（中央+地方）
| 年     | 出走 | 出走 | 勝利 | 勝利 | 順位 | AEI  | 収得賞金         |
| 年     | 頭数 | 回数 | 頭数 | 回数 | 順位 | AEI  | 収得賞金         |
| ------ | ---- | ---- | ---- | ---- | ---- | ---- | ---------------- |
| 2005年 | 93   | 362  | 15   | 17   | 132  | 0.33 | 1億1715万8000円  |
| 2006年 | 165  | 1261 | 70   | 103  | 28   | 1.06 | 6億9322万2000円  |
| 2007年 | 188  | 1776 | 80   | 161  | 23   | 1.28 | 9億6665万1000円  |
| 2008年 | 232  | 2163 | 99   | 205  | 20   | 1.27 | 11億9007万7000円 |
| 2009年 | 236  | 2423 | 115  | 224  | 12   | 1.76 | 16億7405万1000円 |
| 2010年 | 249  | 2333 | 116  | 209  | 14   | 1.46 | 14億6318万0000円 |
| 2011年 | 246  | 2290 | 122  | 228  | 6    | 2.50 | 24億1595万2000円 |
| 2012年 | 261  | 2132 | 105  | 196  | 3    | 2.49 | 25億1160万1000円 |
| 2013年 | 302  | 2444 | 127  | 237  | 6    | 1.86 | 21億9921万5000円 |
| 2014年 | 387  | 2889 | 140  | 272  | 10   | 1.22 | 19億1030万5000円 |
| 2015年 | 421  | 3578 | 192  | 370  | 5    | 1.34 | 23億5982万0000円 |
| 2016年 | 446  | 3812 | 197  | 364  | 5    | 1.42 | 27億0303万3000円 |
| 2017年 | 406  | 3531 | 205  | 343  | 3    | 1.98 | 35億1966万2000円 |

- 2017年終了時点。

### GI競走優勝馬
太字はGI・JpnI競走。
- 2003年産
  - マイネルネオス（中山グランドジャンプ）[136]
- 2004年産
  - ドリームジャーニー（朝日杯フューチュリティステークス、宝塚記念、有馬記念、大阪杯、神戸新聞杯、朝日チャレンジカップ、小倉記念）[137]
    - 2006年度最優秀2歳牡馬
    - 2009年度最優秀4歳以上牡馬

  - エルドラド / El Dorado（シンガポールゴールドカップ3回）[138]
- 2006年産
  - ナカヤマフェスタ（宝塚記念、セントライト記念、東京スポーツ杯2歳ステークス）[139]
    - 2010年度最優秀4歳以上牡馬
- 2008年産
  - オルフェーヴル（クラシック三冠〈皐月賞、東京優駿、菊花賞〉、有馬記念2回、宝塚記念、スプリングステークス、神戸新聞杯、フォワ賞2回〈仏G2〉、大阪杯）[140]
    - 2011年度代表馬・最優秀3歳牡馬
    - 2012・2013年度最優秀4歳以上牡馬
    - 顕彰馬
- 2009年産
  - ゴールドシップ（皐月賞、菊花賞、有馬記念、宝塚記念2回、天皇賞（春）、神戸新聞杯、阪神大賞典3連覇、共同通信杯）[141]
    - 2012年度最優秀3歳牡馬

  - フェノーメノ（天皇賞（春）2回、青葉賞、セントライト記念、日経賞）[142]
- 2011年産
  - レッドリヴェール（阪神ジュベナイルフィリーズ、札幌2歳ステークス）[143]
    - 2013年度最優秀2歳牝馬

  - オジュウチョウサン（中山グランドジャンプ6回、中山大障害3回、東京ジャンプステークス、東京ハイジャンプ2回、阪神スプリングジャンプ3回）[144]
    - 2016〜2018・2021・2022年度最優秀障害馬
- 2013年産
  - アドマイヤリード（ヴィクトリアマイル）[145]
  - レインボーライン（天皇賞（春）、阪神大賞典、アーリントンカップ）[146]
- 2014年産
  - ウインブライト（クイーンエリザベス2世カップ、香港カップ[147]、スプリングステークス、中山記念2回、福島記念、中山金杯）[148]
    - 2019年度最優秀4歳以上牡馬
- 2015年産
  - インディチャンプ（安田記念、マイルチャンピオンシップ、東京新聞杯、マイラーズカップ）[149]
    - 2019年度最優秀短距離馬

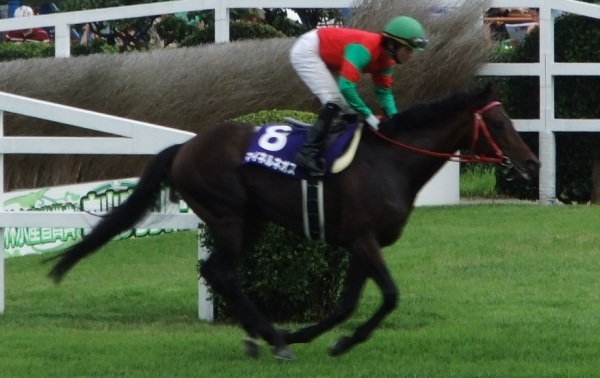
マイネルネオス（2003年産）
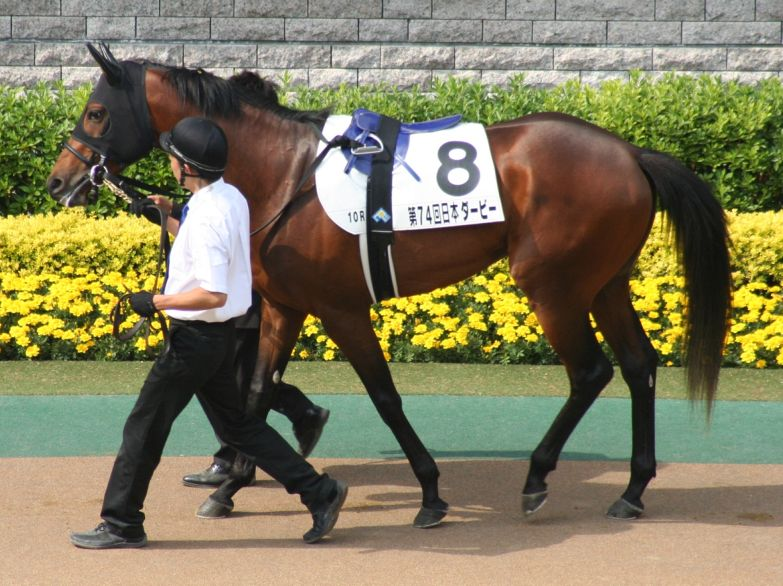
ドリームジャーニー（2004年産）
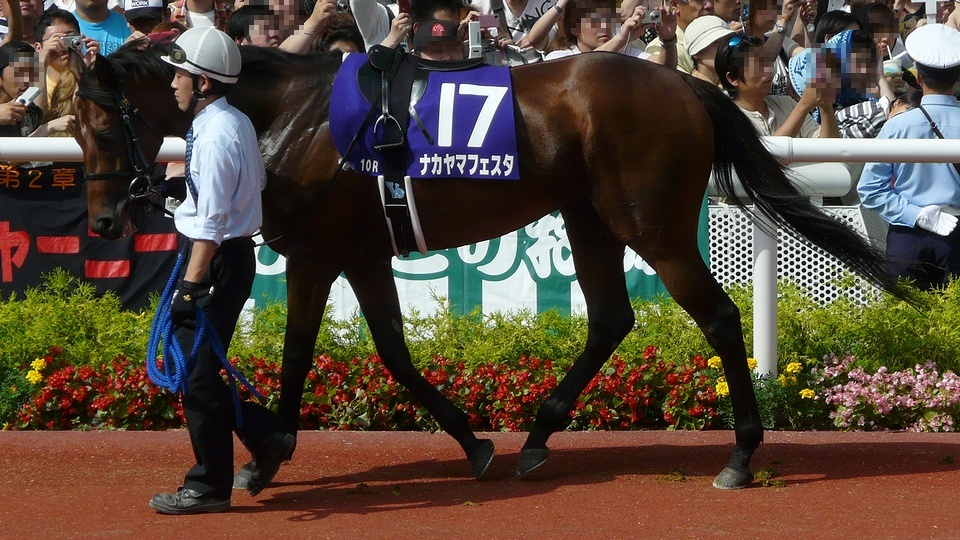
ナカヤマフェスタ（2006年産）
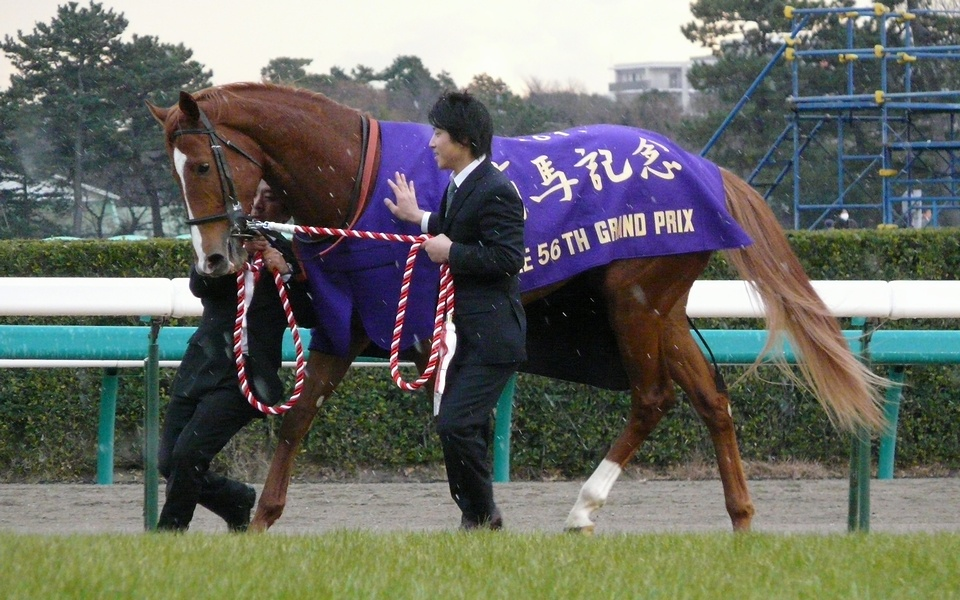
オルフェーヴル（2008年産）
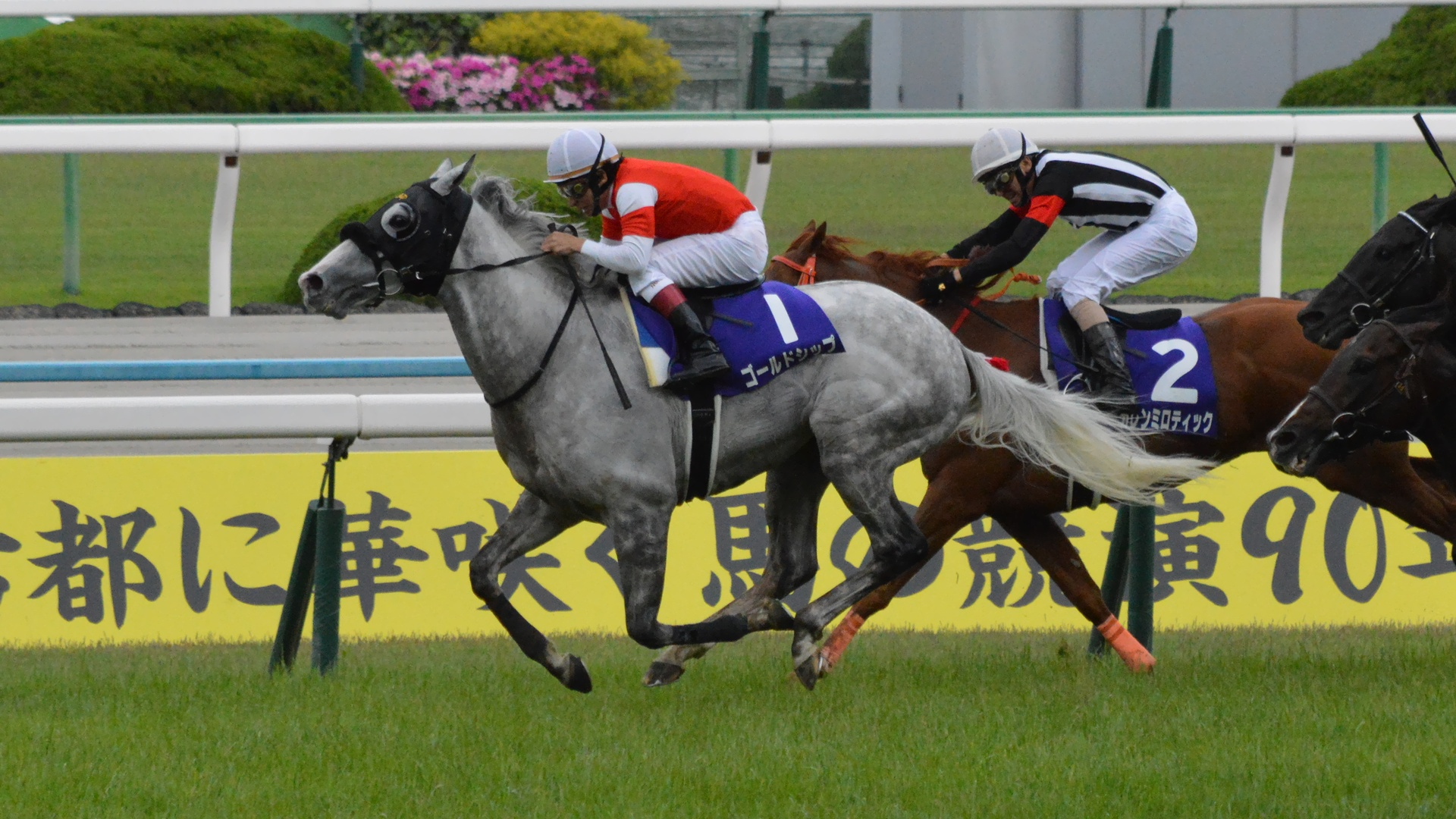
ゴールドシップ（2009年産）
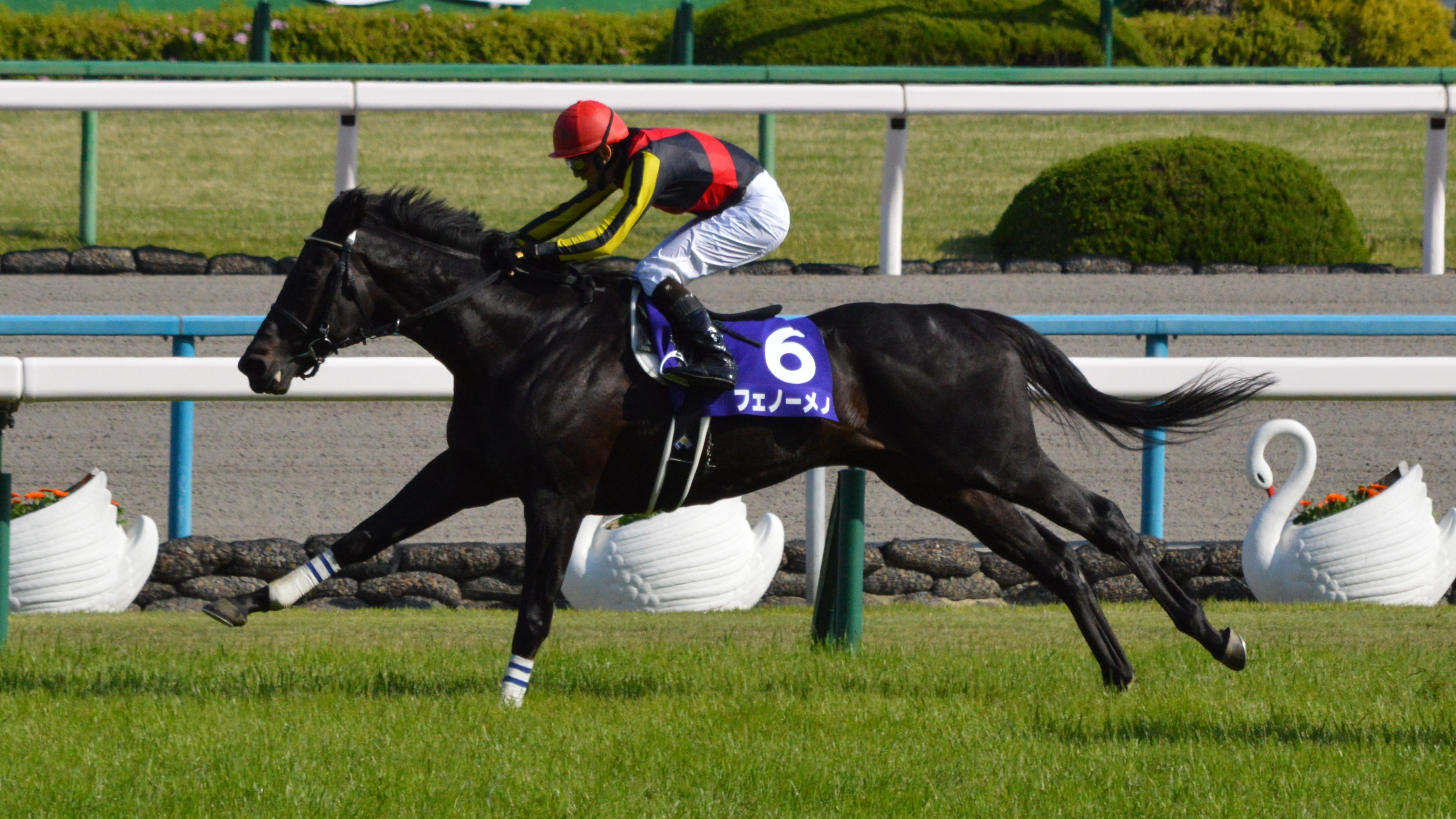
フェノーメノ（2009年産）
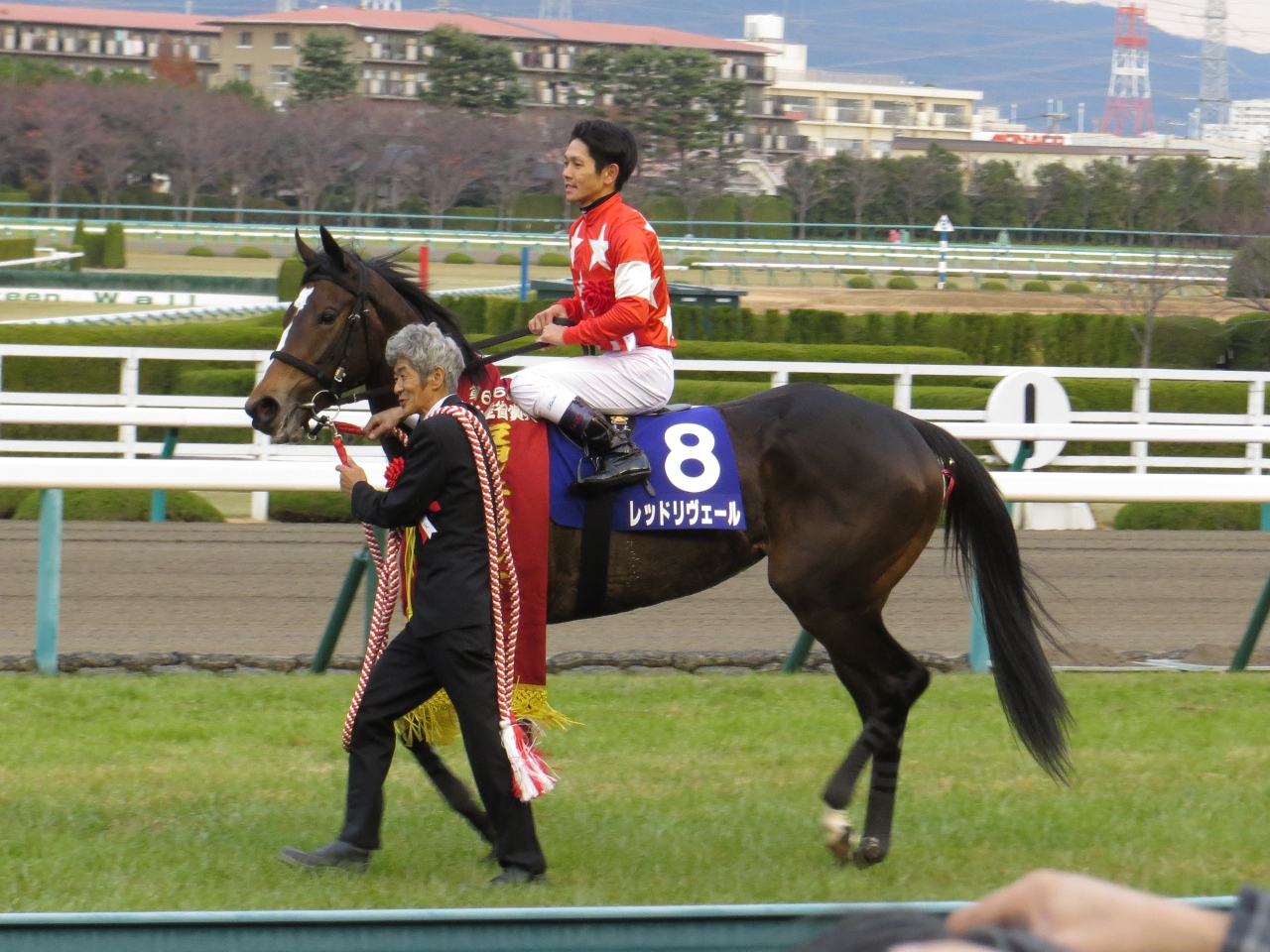
レッドリヴェール（2011年産）
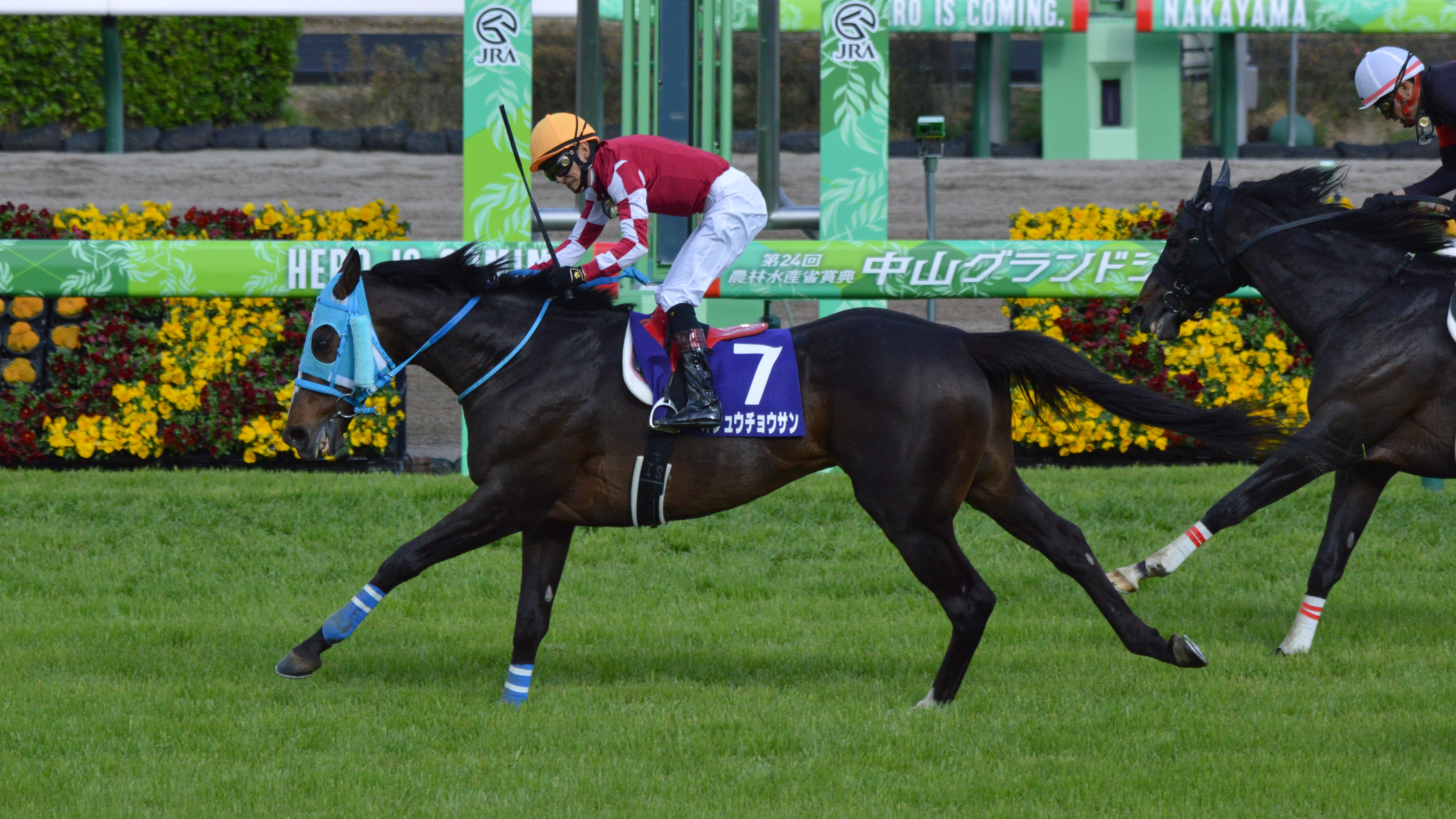
オジュウチョウサン（2011年産）
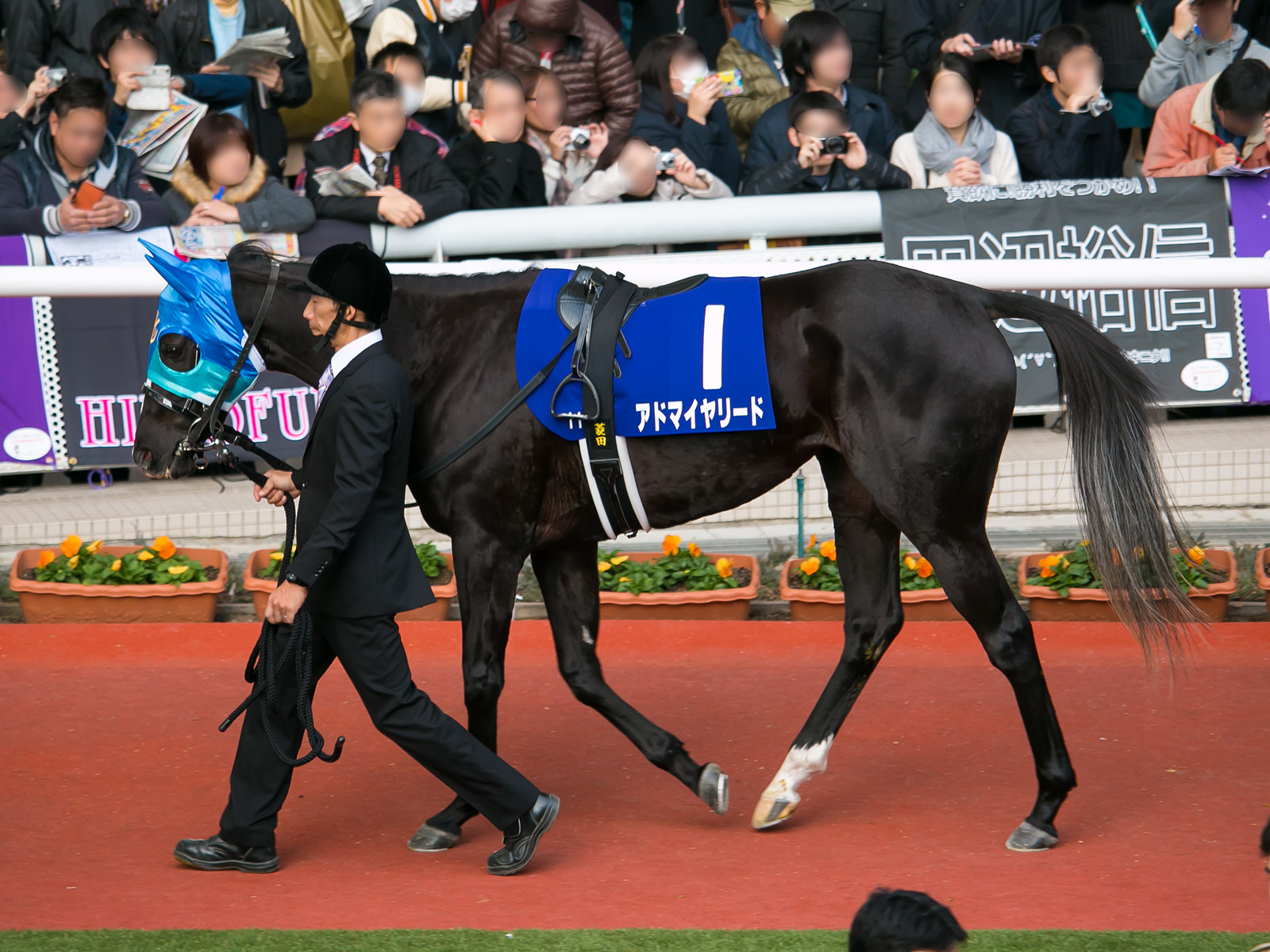
アドマイヤリード（2013年産）
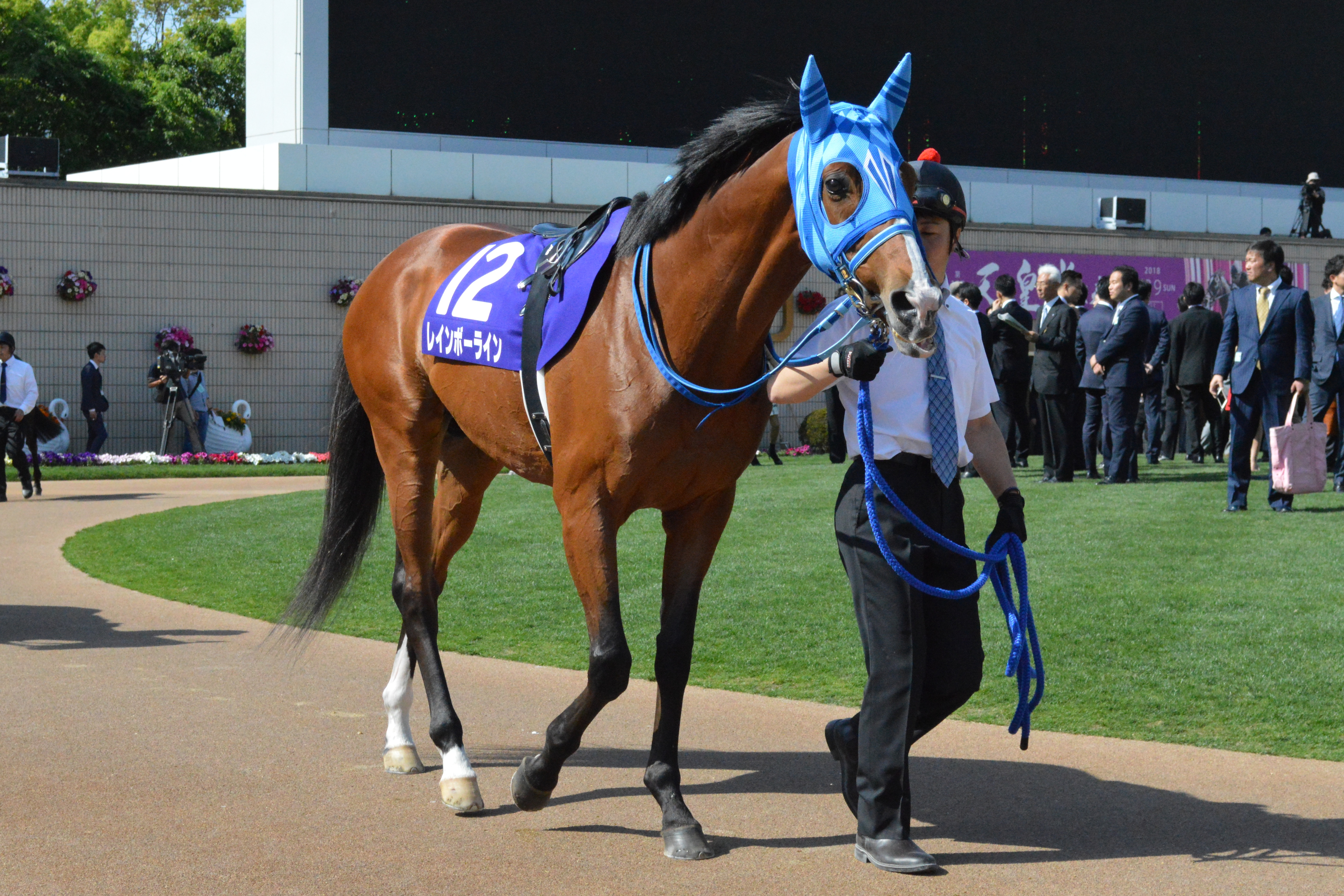
レインボーライン（2013年産）
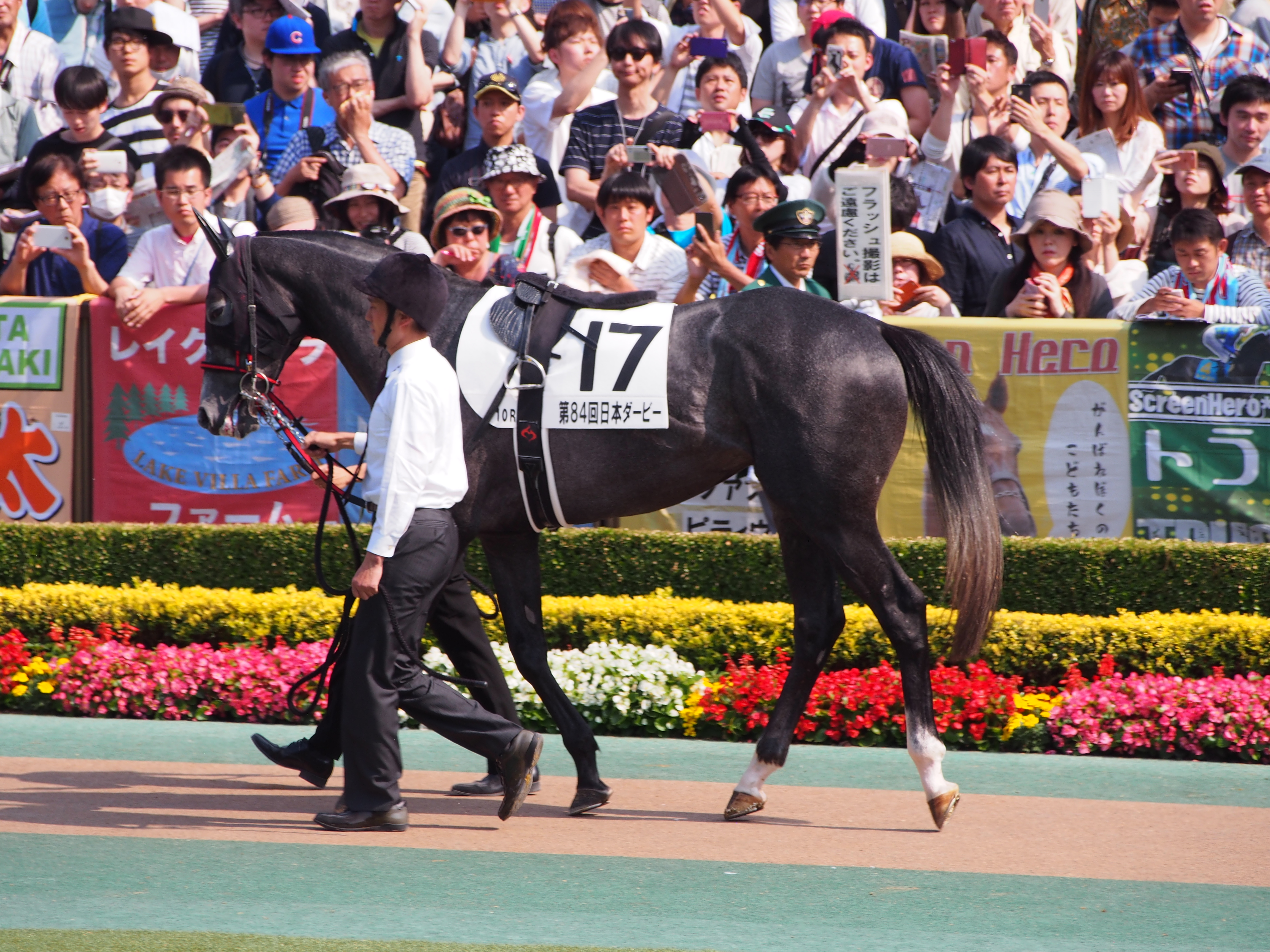
ウインブライト（2014年産）
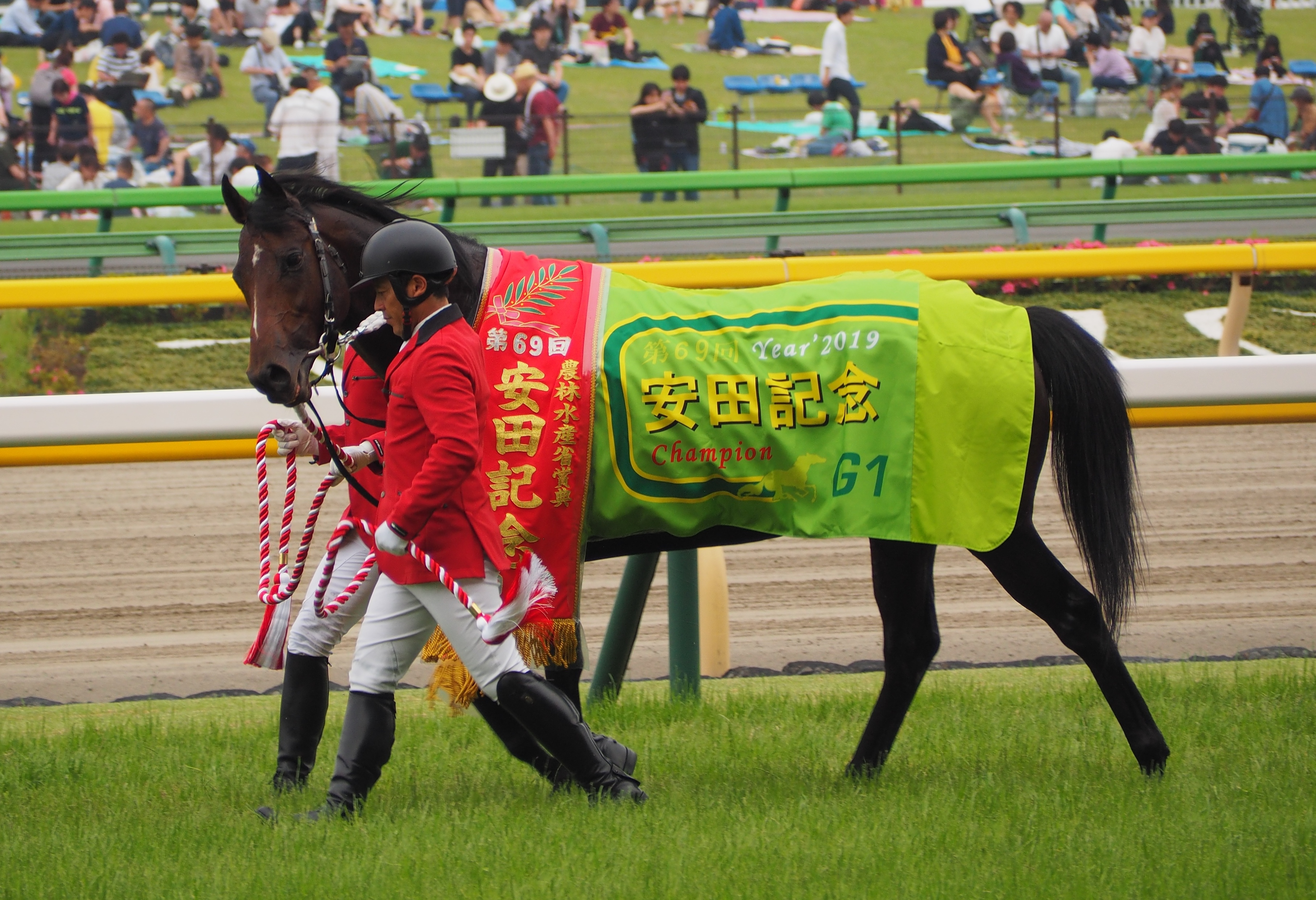
インディチャンプ（2015年産）

### グレード制重賞優勝馬
- 2003年産
  - ソリッドプラチナム（マーメイドステークス）[150]
  - コスモプラチナ（マーメイドステークス）[151]
  - エムエスワールド（京都ハイジャンプ、小倉サマージャンプ）[152]
- 2004年産
  - アルコセニョーラ（新潟記念、福島記念）[153]
  - サンライズマックス（エプソムカップ、小倉大賞典、中日新聞杯）[154]
- 2005年産
  - マイネレーツェル（フィリーズレビュー、ローズステークス）[155]
- 2006年産
  - シルクメビウス（東海ステークス、ブリーダーズゴールドカップ、ユニコーンステークス）[156]
- 2007年産
  - エクスペディション （小倉記念）[157]
- 2008年産
  - フェイトフルウォー（セントライト記念、京成杯）[158]
  - ナカヤマナイト（オールカマー、中山記念、共同通信杯）[159]
  - バウンシーチューン（フローラステークス）[160]
  - オーシャンブルー（金鯱賞、中山金杯）[161]
  - マイネルメダリスト（目黒記念）[162]
  - メイショウヨウドウ（東京ジャンプステークス）[163]
- 2010年産
  - ケイアイチョウサン（ラジオNIKKEI賞）[164]
  - ウインプリメーラ（京都金杯）[165]
  - マイネルミラノ（函館記念）[166]
- 2011年産
  - ツクバアズマオー（中山金杯）[167]
  - トゥインクル（ダイヤモンドステークス[168]）[169]
  - ステイインシアトル（鳴尾記念[170]）[171]
- 2012年産
  - ココロノアイ（アルテミスステークス、チューリップ賞）[172]
  - キャットコイン（クイーンカップ）[173]
  - ウインガニオン（中京記念[174]）[175]
  - グランシルク（京成杯オータムハンデキャップ）[176]
  - パフォーマプロミス（日経新春杯、アルゼンチン共和国杯、鳴尾記念）[177]
- 2013年産
  - グッドスカイ（新潟ジャンプステークス）[178]
  - クロコスミア（府中牝馬ステークス）[179]
  - ルックトゥワイス（目黒記念）
  - ワンブレスアウェイ（愛知杯）[180]
- 2014年産
  - スティッフェリオ（福島記念、小倉大賞典、オールカマー）[181]
  - クレッシェンドラヴ（福島記念、七夕賞）[182]
- 2015年産
  - ステイフーリッシュ（京都新聞杯、レッドシーターフハンデキャップ、ドバイゴールドカップ）[183]
  - マイネルファンロン（新潟記念）[184]
  - アフリカンゴールド（京都記念）[185]

### 地方重賞優勝馬
- 2005年産
  - トーホウカイザー（だるま夕日賞）[186]
- 2009年産
  - サウスパシフィック（六角川賞、高千穂峰賞、阿蘇山賞、雷山賞、中島記念）[187]
- 2010年産
  - マイネヴァイザー（ヴィーナススプリント）[188]
  - レオニダス（道営記念）[189]

- 2011年産
  - シュテルングランツ（東京記念）[190]

- 2013年産
  - サンエイゴールド（はまなす賞、サファイア賞、オパールカップ、かきつばた賞、せきれい賞2回）[191]
- 2014年産
  - ウインハイライト（東海ゴールドカップ）
  - ステイオンザトップ（みちのく大賞典）
- 2015年産
  - フローリン（赤レンガ記念）

### 母の父としての主な産駒
太字はGI（またはJpnI)競走。
- 2011年産
  - クリスマス（父バゴ：函館2歳ステークス）[192]
- 2012年産
  - ブラックバゴ（父バゴ：OROカップ）
- 2015年産
  - ライオンボス（父バトルプラン：アイビスサマーダッシュ）[193]
- 2018年産
  - アランバローズ（父ヘニーヒューズ：全日本2歳優駿、東京ダービー、ゴールドジュニア、ハイセイコー記念）
- 2019年産
  - ママママカロニ（父ホッコータルマエ：ゴールドジュニア）
- 2020年産
  - ハチキンムスメ（父パドトロワ：黒潮ジュニアチャンピオンシップ）
- 2021年産
  - ブルーサン（父モーニン：雲取賞）
  - ヘデントール（父ルーラーシップ：ダイヤモンドステークス、天皇賞（春））

## 血統表
| ステイゴールドの血統                                       | ステイゴールドの血統                        | ステイゴールドの血統             | （血統表の出典）           | （血統表の出典） |
| 父系                                                       | サンデーサイレンス系                        | サンデーサイレンス系             | サンデーサイレンス系       | [ § 2 ]          |
| 父 *サンデーサイレンス Sunday Silence 1986 青鹿毛 アメリカ | 父の父Halo 1969 黒鹿毛 アメリカ             | Hail to Reason                   | Turn-to                    | Turn-to          |
| 父 *サンデーサイレンス Sunday Silence 1986 青鹿毛 アメリカ | 父の父Halo 1969 黒鹿毛 アメリカ             | Hail to Reason                   | Nothirdchance              |                  |
| 父 *サンデーサイレンス Sunday Silence 1986 青鹿毛 アメリカ | 父の父Halo 1969 黒鹿毛 アメリカ             | Cosmah                           | Cosmic Bomb                | Cosmic Bomb      |
| 父 *サンデーサイレンス Sunday Silence 1986 青鹿毛 アメリカ | 父の父Halo 1969 黒鹿毛 アメリカ             | Cosmah                           | Almahmoud                  |                  |
| 父 *サンデーサイレンス Sunday Silence 1986 青鹿毛 アメリカ | 父の母Wishing Well 1975 鹿毛 アメリカ       | Understanding                    | Promised Land              | Promised Land    |
| 父 *サンデーサイレンス Sunday Silence 1986 青鹿毛 アメリカ | 父の母Wishing Well 1975 鹿毛 アメリカ       | Understanding                    | Pretty Ways                |                  |
| 父 *サンデーサイレンス Sunday Silence 1986 青鹿毛 アメリカ | 父の母Wishing Well 1975 鹿毛 アメリカ       | Mountain Flower                  | Montparnasse               | Montparnasse     |
| 父 *サンデーサイレンス Sunday Silence 1986 青鹿毛 アメリカ | 父の母Wishing Well 1975 鹿毛 アメリカ       | Mountain Flower                  | Edelweiss                  |                  |
| 母 ゴールデンサッシュ 1988 栗毛 日本                       | 母の父*ディクタス Dictus 1967 栗毛 フランス | Sanctus                          | Fine Top                   | Fine Top         |
| 母 ゴールデンサッシュ 1988 栗毛 日本                       | 母の父*ディクタス Dictus 1967 栗毛 フランス | Sanctus                          | Sanelta                    |                  |
| 母 ゴールデンサッシュ 1988 栗毛 日本                       | 母の父*ディクタス Dictus 1967 栗毛 フランス | Doronic                          | Worden                     | Worden           |
| 母 ゴールデンサッシュ 1988 栗毛 日本                       | 母の父*ディクタス Dictus 1967 栗毛 フランス | Doronic                          | Dulzetta                   |                  |
| 母 ゴールデンサッシュ 1988 栗毛 日本                       | 母の母ダイナサッシュ 1979 鹿毛 日本         | *ノーザンテースト Northern Taste | Northern Dancer            | Northern Dancer  |
| 母 ゴールデンサッシュ 1988 栗毛 日本                       | 母の母ダイナサッシュ 1979 鹿毛 日本         | *ノーザンテースト Northern Taste | Lady Victoria              |                  |
| 母 ゴールデンサッシュ 1988 栗毛 日本                       | 母の母ダイナサッシュ 1979 鹿毛 日本         | *ロイヤルサッシュ Royal Sash     | Princely Gift              | Princely Gift    |
| 母 ゴールデンサッシュ 1988 栗毛 日本                       | 母の母ダイナサッシュ 1979 鹿毛 日本         | *ロイヤルサッシュ Royal Sash     | Sash of Honour             |                  |
| 母系(F-No.)                                                | ロイヤルサッシュ系(FN:1-t)                  | ロイヤルサッシュ系(FN:1-t)       | ロイヤルサッシュ系(FN:1-t) | [ § 3 ]          |
| 5代内の近親交配                                            | アウトブリード                              | アウトブリード                   | アウトブリード             | [ § 4 ]          |
| 出典                                                       | 1. 2. 3. 4.                                 | 1. 2. 3. 4.                      | 1. 2. 3. 4.                | 1. 2. 3. 4.      |

- 全妹：レクレドール（ローズステークス、クイーンステークス）
- 近親：サッカーボーイ（伯父、マイルチャンピオンシップなど）、ドリームパスポート（甥、神戸新聞杯、皐月賞2着、ジャパンカップ2着など）、ショウナンパンドラ（姪、秋華賞、ジャパンカップなど）、ホールオブフェーム（従姉、バランスオブゲーム、フェイムゲームの母）、スノードラゴン（スプリンターズステークス）